# Norrala kungsgård

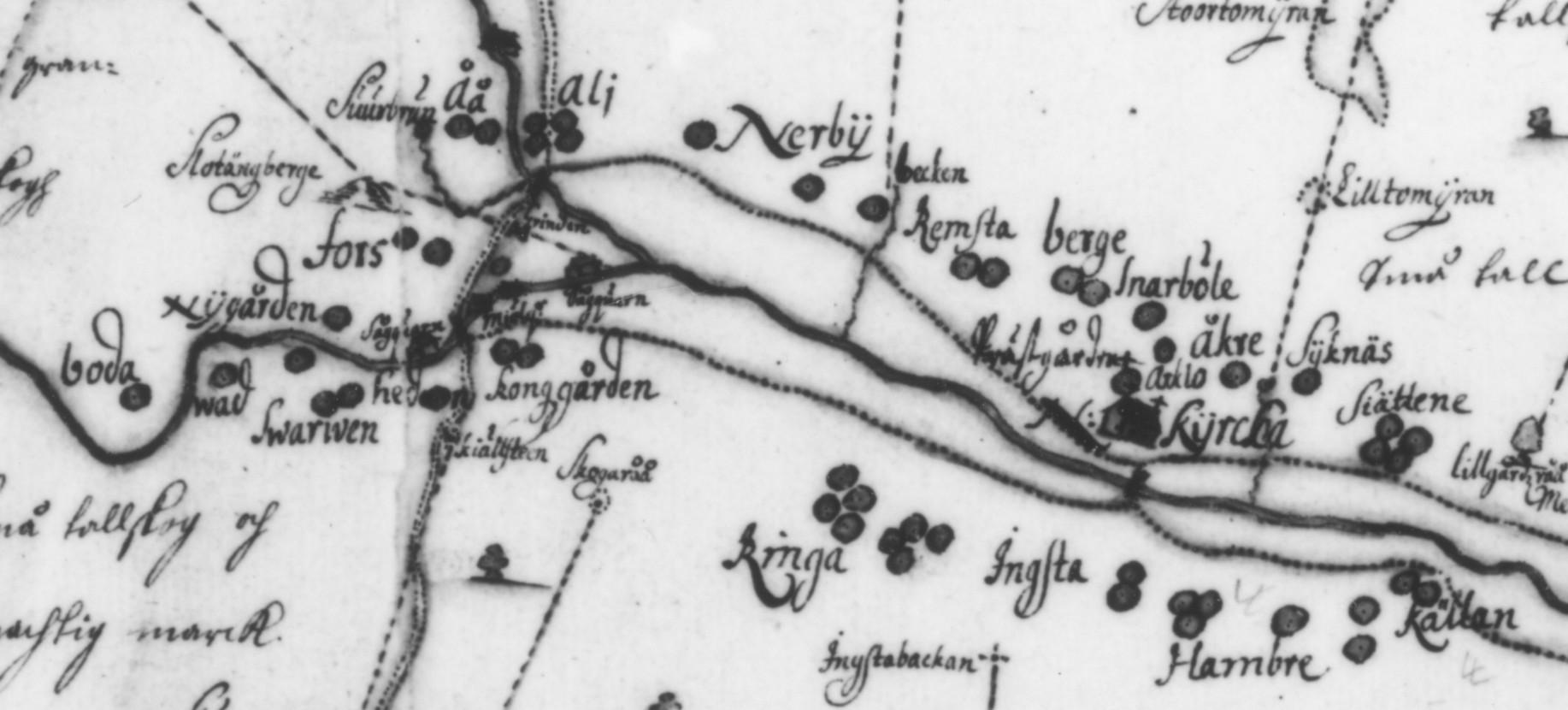
Bild 1. Del av J. Werwinghs geometriska avmätning av byskog och allmänning i Norrala från 1699 (Lantmäteriet, V37-1:3). De två gårdarna i Kungsgården ligger tomt i tomt vid korsningen av landsvägen från söder och kustlandsvägen Norrstigen från öster. I mitten på kartan löper Norralaån. Två kilometer öster om Kungsgården ligger vid samma å Norrala kyrka, som då var en av Norrlands tre medeltida klövsadelkyrkor. Infarten till vikarna upp mot Kungsgården spärrades i öster av försvarsanläggningar som har daterats till 1300-talet.

Norrala kungsgård, belägen i kustsocknen Norrala (i nuvarande Söderhamns kommun i Hälsingland), var under medeltiden ett av de sex gods i det svenska Norrland vilka omnämns som en del av sveakungarnas Uppsala öd i början av 1300-talet. Gården var anlagd intill en större gravhög, troligen under den andra hälften av 1200-talet eller tidigt 1300-tal, och kallades därför tidigast ”Sydligaste högen” respektive ”Södra högen”. Beteckningen kungsgård är belagd först 1531. Kungsgården var hållpunkt för kronans kamerala förvaltning i södra Hälsingland och fungerade som uppbördscentral ännu vid 1500-talets mitt. Den var åtminstone tidvis centrum för tingsförhandlingar inom det lokala tingslaget för Norrala socken och dess annexförsamling Trönö, vid vilka hälsingefogden deltog. En medeltida urkund från ett ting vid 1300-talets slut visar att Norrala kungsgård åtminstone vid detta tillfälle varit gemensam tingsplats i några angelägna frågor som berörde alla de dåvarande norrländska kustlandskapen.
Förekomsten av en kungsgård i Norrala medförde ett behov av försvarsanordningar och magasinering av uppbörd. Detta förklarar sannolikt varför Norrala ägde en av de få medeltida klövsadelkyrkorna i Norrland och också varför omfattande försvarsanläggningar anlades vid havsinloppen till Norrala på 1300-talet.
Inrikespolitiskt spelade Norrala kungsgård en roll i frälsemannen Gustav Erikssons (Vasa) försök att vinna hälsingarnas stöd i kampen mot unionskungen Kristian II. I detta syfte reste han 1521 till Norrala kungsgård för att tala till de tillkallade hälsingarna. Något senare slöt hälsingarna upp vid hans sida.
Norrala kungsgård såldes 1560 till fogden Anders Sigfridsson (”Rålamb”) och hemmanets kamerala natur ändrades därigenom från att ha varit kronojord till skattejord. Efter dennes död 1581 innehades hemmanet av arvingarna till 1584. Detta år konfiskerade kronan kungsgården och lämnade den till skattebonden Jakob Sigfridsson från Hudik i Hälsingtuna som vederlag för att dennes hemman lagts under den nygrundade köpstaden Hudiksvall. Kungsgården, vilket blir godsets permanenta namn, kom sedan som skattehemman att ägas av Jakob Sigfridssons släkt i flera århundraden. På 1600-talet fungerade flera bönder efter varandra på Kungsgården som länsmän och gästgivare. 1684 delades kungsgården i två hemman. Kungsgården nr 2, där den ursprungliga kungsgården troligen stått, fungerade som gästgiveri under en period på 1700-talet. Genom senare klyvningar av dessa bägge gårdar uppstod byn Kungsgården, som på 1800-talet kom att bli socknens nav och centrum för såväl kommers som omfattande religiös väckelse. Flera av fastigheterna ägs fortfarande av ättlingarna till Jakob Sigfridsson.
Förekomsten av de tre kungsgårdarna i närheten av framträdande förhistoriska gravhögar i Hälsingland fick åtskilliga skribenter från 1700-talet och framåt att felaktigt se ett kronologiskt samband mellan kungsgårdarna och gravhögarna. I litteraturen från 1600-talet och framåt framställdes därför Norrala kungsgård som ett säte för småkungar i södra Hälsingland. Till grund för dessa uppfattningar låg den medeltida föreställningen att större delen av Norrland i förkristen tid utgjort ett eget kungarike Hälsingland.

## Kungsgårdens samband

### Sambandet med det norrländska kungsgårdssystemet

Bild 2. Kartan visar hur de norrländska husabyarna placerats med regelbundna mellanrum på eller invid gamla centralorter längs den förhistoriska kustlandsvägen Norrstigen under medeltiden. Norrala kungsgård, ”Sydligaste högen”, var den första kungsgård som resande norrut mötte efter att ha korsat den vida Ödmården-skogen som enligt Upplandslagen utgjorde Upplands nordgräns. (Gästrikland räknades då ännu till Uppland.)

Norrala kungsgård nämns tidigast i Hälsingelagens konungabalk, som skrev ned senast på 1320-talet. Den räknas upp först i ordningen i redovisningen av Uppsala öd. (Uppsala öd var benämningen på det godskomplex som sveakungen förfogade över i kraft av sin ställning. Det är tidigast belagt på 1200-talet.) Listan inleds med ”Sydligaste högen” eller ”Hög längst i söder” (”sunnastä höghär”). Om namnet syftar på att denna hög var sydligast i förhållande till de andra ”kungsgårdshögarna” eller till de andra storhögarna i närheten av kungsgården i Norrala är oklart. De övriga norrländska kungsgårdarna var följande:
- Hög i Sunded, nuvarande Kungsgården i Högs socken i norra Hälsingland);
- Hög på Norrstigen, som vanligen identifieras med den nutida byn Kungsgården i Jättendals socken i norra Hälsingland);[3]
- Näs, det vill säga nuvarande Kungsnäs i Selångers socken (Medelpad);
- Norrstig i Säbrå socken i Ångermanland;
- ”Kutby” eller ”Kutuby” i Bjärtrå socken, också i Ångermanland.[4]

Uppräkningen av de sex godsen avslutas med orden: ”Dessa gårdar må ingen byta eller sälja från kronan och ej heller något, som hör till dem.” Hälsingland är vid denna tid administrativt indelad i tre delar, tredingar: Alir, som finns belagt redan 1232 och som omfattade södra Hälsingland, Sunded, som omfattade norra Hälsingland, samt den nordligaste tredingen, som troligen var Medelpad. Norrala kungsgård var alltså det enda kronogodset i södra Hälsingland.
Norrala kungsgårds roll och funktion bör ses i samband med de övriga norrländska kronogods som uppräknas i Hälsingelagen, liksom det faktum att sveakungen ännu vid 1200-talets slut saknade självklar beskattningsrätt över Hälsingland. Regionen stod då närmast i ett tributmässigt förhållande till den svenska kronan. Så sent som 1317 markerade hälsingarna sitt oberoende genom att slå ihjäl konungsåren Lars Karlsson, den kunglige uppbördsman som hade rest runt i Hälsingland för att samla in tribut. Först 1331 finns ett definitivt belägg för att kungamakten då betraktade Hälsingland som en del av riket.
Det norrländska kungsgårdssystemet antas numera ha börjat anläggas under sent 1200-tal eller tidigt 1300-tal som ett led i den svenska kronans strävan att skaffa sig ökad kontroll över dessa då självständiga områden. Det är möjligt att kungsgårdarna funnits redan före 1320-talet, då de uttryckligen nämns som Uppsala öd i Hälsingelagen. De har i så fall snarast fungerat som obefästa utbytesplatser.
Det har tidigare antagits vad lokaliseringen av Hälsinglands kungsgårdar beträffar att den haft ett samband med de havsvikar som sträckt sig in till de tre kungsgårdarna i landskapet, med ett avsmalnat, trångt sund följt av ett sjöliknande lugnvatten i de gamla huvudbygderna. Det skulle i så fall vara dessa som varit de ursprungliga ”halsar” som legat till grund för namnet Hälsingland. Landskapsnamnet kan mycket väl återgå på havsvikarna, men de topografiska kartorna visar att denna bild av havsvikarnas utsträckning vid den tid kungsgårdarna anlades inte stämmer – kungsgårdarna har inget påvisbart sammanhang med strandförskjutningsförloppet. Placeringen har i stället sannolikt varit betingad av flera faktorer: närhet till äldre tingsplatser (se nedan), närhet till kustlandsvägen samt tillgång till bördig mark på de uppgrundade fjärdarna.
En särskild grupp gårdar bland de mellansvenska Uppsala öd-godsen kallades husabyar. Det framgår inte tydligt vilken funktion och historia de haft som kategori betraktad utifrån de fåtaliga beläggen. Traditionellt har de dock uppfattats fungera som centrum för kronans regionala eller lokala förvaltning under tidig medeltid. De ska ha spelat en viktig roll i skatteuppbörden, vid tingsförhandlingar och gästning av sveakungarnas ämbetsmän. De sex norrländska kungsgårdarna betraktades av kronan som husabyar, att döma av Hälsingelagens stadgande: ”Nu kommer konungens brev eller bud till landet. Då skall länsmannen skära upp budkavle, fyra från varje husaby. De skola gå framåt och icke tillbaka.” Hälsingelagen benämner visserligen inget av de uppräknade norrländska Uppsala öd-godsen som husaby och i senare tid har de enbart gått under ortnamnet Kungsgården. Kungsgården i Jättendal nämns emellertid i två medeltida handlingar från 1454 respektive 1483 som just ”wor oc kronone gard husaby”. Det har konstaterats att de svenska husabyarna varit belägna vid viktiga kommunikationspunkter, vanligen vid övergångar mellan land- och vattenled. (Norrala kungsgård hade likaså ett mycket strategiskt läge inne i den bördiga älvdalen där de viktigaste färdlederna möttes: från söder kom kustlandsvägen – ”Norrstigen” – via Söderala socken, från öster vägen från kusttrakterna och från väster vägen från Trönö socken och de västliga delarna av Hälsingland.) De norrländska kungsgårdarna låg också alla på relativt jämna avstånd från varandra som ett pärlband av centralorter invid den viktiga Norrstigen som löpte längs Norrlandskusten. Denna placering av kungsgårdarna indikerar att de använts som replipunkter för konungsåren och de senare fogdarna i deras insamlande av tribut och skatter.
Medeltidsarkeologen Leif Grundberg sammanfattade år 2000 forskningsläget rörande de norrländska Uppsala öd-godsen:
- Det norrländska kungsgårdssystemet är sannolikt högmedeltida (sent 1200-tal eller tidigt 1300-tal).
- Godsens karaktär, funktion, belägenhet och historiska bakgrund skiljer sig åt.
- Den tidiga kungamakten kan här ha använt husaby-begreppet som ”en arkaiserande förvaltningsterminologi i syfte att förespegla uråldrig hävd”, men de norrländska kronogodsen verkar inte ha utgjort ett enhetligt husaby-system av det slag man påträffar i Mellan-Sverige.
- Flera av kungsgårdarna är anlagda vid äldre centralplatser och större gravhögar. Det finns dock ingen grund för antagandet att kungsgårdarna därmed skulle härröra från järnåldern och representera en maktkontinuitet från denna tid och framåt (se nedan).[19]

### Sambandet med närliggande gravhögar

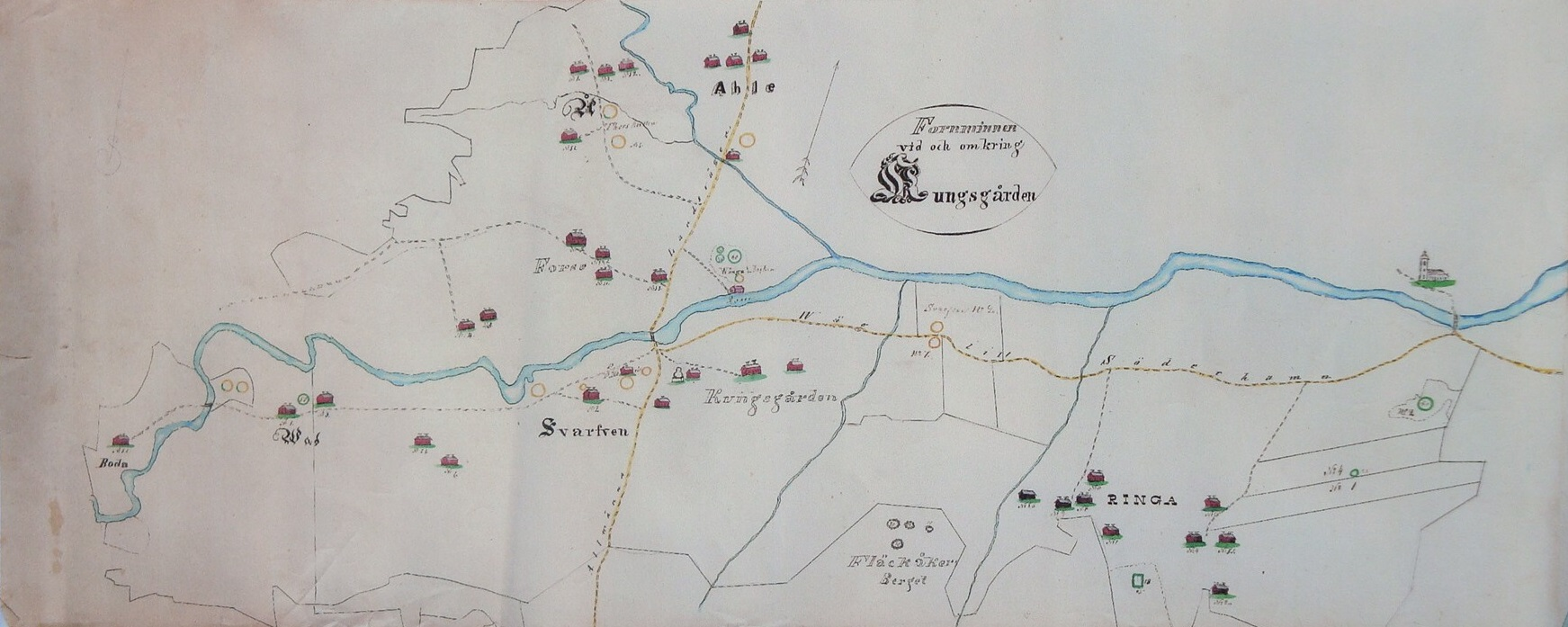
Bild 3. Karta över gravhögar i Kungsgården och omkringliggande byar i Norrala. Kartan upprättades på 1860-talet av folkskolläraren Erik Mickelsson i Enånger och hans kolleger på uppdrag av Hälsinglands fornminnessällskap. De flesta gravhögar som här markerats som gula och gröna ringar är nu bortodlade. Vasamonumentet finns utmärkt i Kungsgården bredvid den fastighet som nu (2008) har beteckningen Kungsgården 2:16. Kartan förvaras i Hälsinglands fornminnessällskaps arkiv i Hälsinglands museum, Hudiksvall.

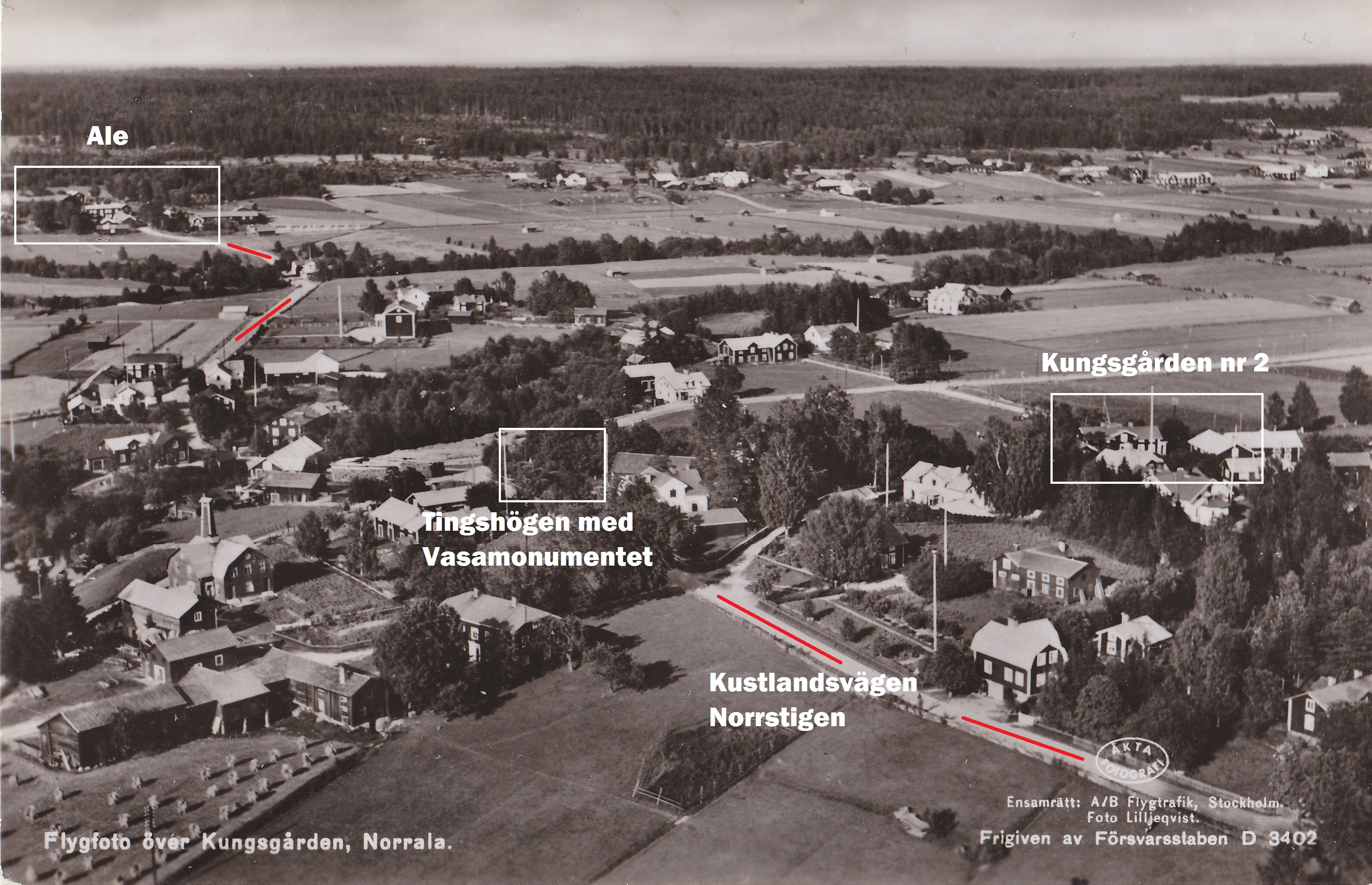
Bild 4. Detta flygfoto från 1936 visar Kungsgården i den nedre delen av bilden. Det ursprungliga Uppsala öd-godset låg troligen där Kungsgårdens Gästgifveri nu ligger, det hemman som tidigare hade jordeboksbeteckningen Kungsgården nr 2. I nedre högra hörnet kommer den förhistoriska kustlandsvägen Norrstigen in från Söderala socken. Vägen går förbi Vasamonumentet, som rests på den storhög som gett kungsgården dess äldsta namn: Sydligaste/södra högen. Vägen korsar sedan det inre av Norraladalen för att därefter gå rakt igenom byn Ale vid den nordliga sluttningen av dalgången. Längs denna sträckning av Norrstigen fanns ännu vid 1800-talets början en rad gravhögar, varav flera storhögar, och som nu är bortodlade.

Norrala kungsgård var belägen i den innersta, sydvästra delen av den flacka, skålformade dalgång kring Norralaån som kännetecknar socknen. Tätt intill kungsgården löpte den förhistoriska kustlandsväg längs vilken flera storhögar från järnåldern anlades under den knappt kilometerlånga sträckan från den ena sidan av dalgången till den andra. Gravarna och ortnamnen i socknen indikerar att området varit en centralbygd under järnåldern. Beteckningen Hög för de tre första kungsgårdarna pekar på att de följer det mönster man kunnat spåra i Mälarlandskapen vid samma tid. Där finns ett nära samband mellan husabyar och förekomsten av så kallade tingshögar, alltså storhögar från järnåldern. Man har tidigare försökt datera kungsgårdarna utifrån dessa fornlämningar, men historiker och medeltidsarkeologer har nu övergett tanken på ett kronologiskt samband mellan järnåldersgravar och högmedeltida bebyggelse; man skiljer på bebyggelselokalerna och de funktionella kungsgårdar som anlagts på dem. I stället verkar de stora gravhögarna ha fungerat som naturliga samlingspunkter för tingsförhandlingar i de gamla hövdingadömena. De äldre tingsplatserna har därför varit de lämpligaste lokalerna för kungsgårdarna i den svenska kronans gradvisa övertagande av kontrollen över Norrland – genom att anknyta till äldre maktstrukturer försökte man skapa legitimitet för sina anspråk.
Att det funnits en koppling mellan storhög, tingsplats och kungsgård indikeras bland annat av ett omnämnande från senast 1343 av ett allmänt ting som hållits vid Norrala kungsgård, som då uttryckligen kallas ”Södra Högen”. Hudiksvallsprosten och historieskrivaren Olof Johannis Broman (d. 1750) kommenterade någon gång under 1700-talets första hälft om Kungsgården i sin beskrivning av Norrala: ”Här äro än i dag såsom wid the andra Kungsgårdar, nog många stora jordbackar och Kungshögar at se, och flera märken. här är och belägenheten wacker.” Bromans beskrivning av Norrala grundade sig på uppgifter av den lokale kyrkoherden och hans egen besiktning av området. De gravhögar Broman här nämner är nu bortodlade, liksom är fallet med många andra i detta område. Av de sex storhögar i Norrala som nämns vid slutet av 1820-talet av Nils Johan Ekdahl är åtminstone fem försvunna. Ekdahl uppger angående Kungsgården att flera gravhögar på sandmon invid gästgiveriet i Kungsgården nr 2 hade förstörts när länsmannen anvisat bönderna att ta fyllnadsmassor till vägbyggen på den platsen.
Den ursprungliga storhögen i Kungsgården finns dock sannolikt kvar under den ansenliga kulle där Vasamonumentet står sedan 1773. Kullen har aldrig undersökts närmare, eftersom den länge betraktats som en sentida, konstgjord skapelse tillkommen i samband med resandet av monumentet. Högen betecknas emellertid redan 1763 som ”Kungsgårdshögen”, och den anges i en odaterad 1800-talsförteckning från Norrala över fornminnen i socknen uttryckligen vara en gravhög och kallas ”Kungsgårdens Tingshög”. Carl Edvard Bladh ritade 1809 en teckning av Kungsgårdens gästgiveri och gravhögen med Vasamonumentet. Teckningen visar att högen då var mindre i omkrets än den nuvarande kullen där monumentet står i mitten. Själva monumentet stod då fortfarande antingen direkt sydväst bakom högen eller i högens sydvästra del på en hög, murad bas. Enligt teckningen var högens höjd lägre än den nuvarande kullens. Nils Johan Ekdahl anger under sin inventering av fornminnen i Hälsingland åren 1827–1830 att denna hög var omkring 1,5 meter hög och 16,2 meter (27 alnar) i diameter. Kungsgårdshögen var alltså den minsta av de fem större gravhögarna i området.
Invid den korta sträckningen av kustlandsvägen Norrstigen genom bebyggelsen i det inre av Norraladalen fanns alltså ännu vid 1800-talets början ett större antal gravhögar, några av dem av avsevärd storlek. Norrstigen gick i södra delen av dalen förbi den gravhög som gett kungsgården dess äldsta namn, Sydligaste/södra högen. Vägen korsade sedan det inre av Norraladalen för att slutligen gå rakt igenom byn Ale vid den nordliga sluttningen av dalgången. Bynamnet Ale, tidigare uttalat Ali (ett fornsvenskt ord i dativ singularis med omtvistad betydelse), tros ligga till grund för sockennamnen Norrala och Söderala och likaså den medeltida beteckningen för södra Hälsingland, Alir (pluralform av *al). Det är därför inte förvånande att man har velat se en koppling mellan placeringen av kungsgården och dess närhet till Ale, där det också funnits en storhög. Det har i det sammanhanget föreslagits att detta område utgjort en förkristen kultplats med namnet Ale (Ali).

### Sambandet med Norrala kyrka

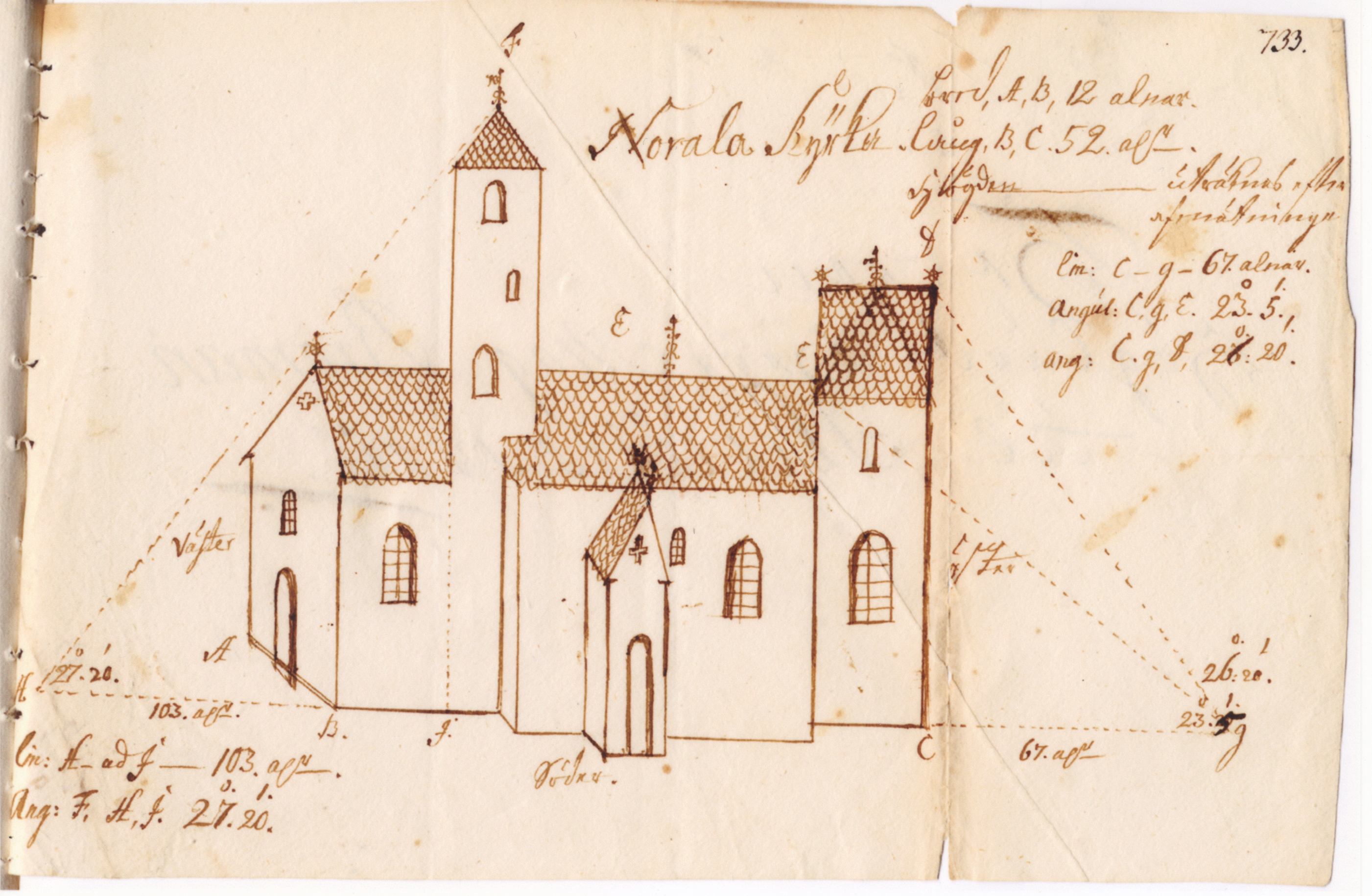
Bild 5. Teckning av den imponerande medeltida klövsadelkyrkan i Norrala ritad senast 1719. Norrala kyrka var en av endast tre klövsadelkyrkor i Norrland. Något av tornen eller båda tros ha fungerat som magasin för den uppbörd som samlades in av kronans ämbetsmän vid kungsgården.

I den äldre 1900-talslitteraturen har Norrala gamla kyrka och kyrkorna i Hälsingtuna och Jättendal i norra Hälsingland framställts som kungsgårdskyrkor utifrån deras närhet till Uppsala öd-gods – Norrala kyrka ligger drygt två kilometer öster om Norrala kungsgård – och deras tidiga torn. Kyrkan i Norrala har även av senare forskare förutsatts vara en av de allra äldsta stenkyrkorna i Hälsingland, uppförd någon gång under 1100-talets senare hälft. Slutsatsen är delvis betingad av att bygden i det arkeologiska materialet framstår som en centralort redan under järnåldern. Hade det funnits en direkt koppling mellan kyrkan och kungsgården kan alltså denna inte ha varit att förekomsten av en kungsgård bidragit till den påkostade kyrkan, eftersom Norrala kyrka, liksom kyrkorna i Hälsingtuna och Jättendal, var äldre än de närliggande Uppsala öd-godsen.
Byggandet av Norrala kyrkas västtorn, som anses ha varit det ursprungliga, har även senare tolkats som en kunglig manifestation. Den gryende kungamakten skulle ha försökt att etablera sig i Norrland genom att tillsammans med kyrkan bygga stenkyrkor på viktigare platser. Den normala typen av sockenkyrka i Hälsingland är annars den lilla romanska kyrkan med dess rektangulära långhus, med eller utan kor, eftersom byggandet av torn krävde mycket stora resurser. Traditionellt har dessutom resandet av kyrktorn uppfattats som ett kungligt privilegium, ett sätt att manifestera makt och myndighet. För Hälsinglands del skulle alltså resandet av tornen ha varit ett utslag av kungamaktens och kyrkans tidiga samverkan: kyrkorna togs i bruk av både den världsliga och kyrkliga makten och blev därmed en kombination av tempel och försvarsanläggningar; det senare är emellertid ett antagande färgat av tidigare generationers syn på de politiska förhållandena vid denna tid.
Norrala kyrka fick något senare ytterligare ett torn över koret och omvandlades därmed till en av Norrlands tre klövsadelkyrkor under medeltiden. Medan tornen i den äldre litteraturen rätt ensidigt betraktats som uttryck för försvaret av kyrkan och bygden, har pendeln svängt över till att enbart se dem som brand- och stöldsäkra magasin. Hur man än ser det var dock Norrala kyrkas östtorn den högst belägna utkikspunkten i den centrala delen av socknen. Den gav en utblick mot socknens och kungsgårdens mest sårbara sida, havsfjärdarnas inlopp i socknen från öster, där man under medeltiden också anlade ett omfattande system av yttre försvarsanläggningar; se nedan. Huruvida det funnits en direkt koppling mellan anläggandet av Norrala kungsgård och byggandet av östtornet på 1200-talet är inte känt. Anläggandet av kungsgården och den tribut och senare skatteuppbörd som därmed knöts till detta kronogods skapade dock automatiskt ett behov av säker magasinering samtidigt som kyrktornen erbjöd en säkrad förvaring för mer dyrbart gods.

### Sambandet med försvarssystemen i Norrala
Förekomsten av ett kronogods i Norrala och den hantering av skatteuppbörd som därmed centreras dit förklarar sannolikt det omfattande försvarssystem som upprättades vid havsinloppen till Norrala socken under 1300-talet. De stora stenkistorna i Stäckfjärden, som kol-14-daterats till 1300-talet, har utgjort en massiv, 55 meter bred farledsspärr vid den norra kustlinjen i form av ett stäk, som skyddade den djupa och trånga havsvik in mot Norrala som en gång bildades av Stäckfjärden, Siviken och Lillviken. Detta stäk spärrade ”bakvägen” in till Norrala kungsgård. Dessutom anlades en stor borganläggning, som bestod av en palissadanläggning med åtminstone tre byggnader, i Vågbro invid Norralaån, innan ån letar sig ut i Söderhamnsfjärden. Borgen har utifrån kol-14-dateringar tidsbestämts till detta århundrade. Sannolikt byggdes den vid mitten av 1300-talet, då Hälsingland lagts under Upplands domsaga och börjat administreras av en kunglig fogde. Borganläggningen tros ha tillkommit som en följd av kronans behov att snabbt manifestera en militär närvaro i Hälsingland vid övergången från en indirekt förvaltning till en direkt. Denna försvarsanläggning har inte varit i bruk mer än ett par decennier, att döma av kol-14-dateringarna och bristen på omnämnanden i skriftliga källor. Orsaken till detta är inte klarlagd. Det är möjligt att de medeltida vårdkaseanläggningarna vid Resberg, Varberg, Vårdberget och Nyvålsberget i Norrala också hör till denna period och samma försvarssystem.

## Äldre uppfattningar om Norrala kungsgård

### I litteraturen som småkungasäte

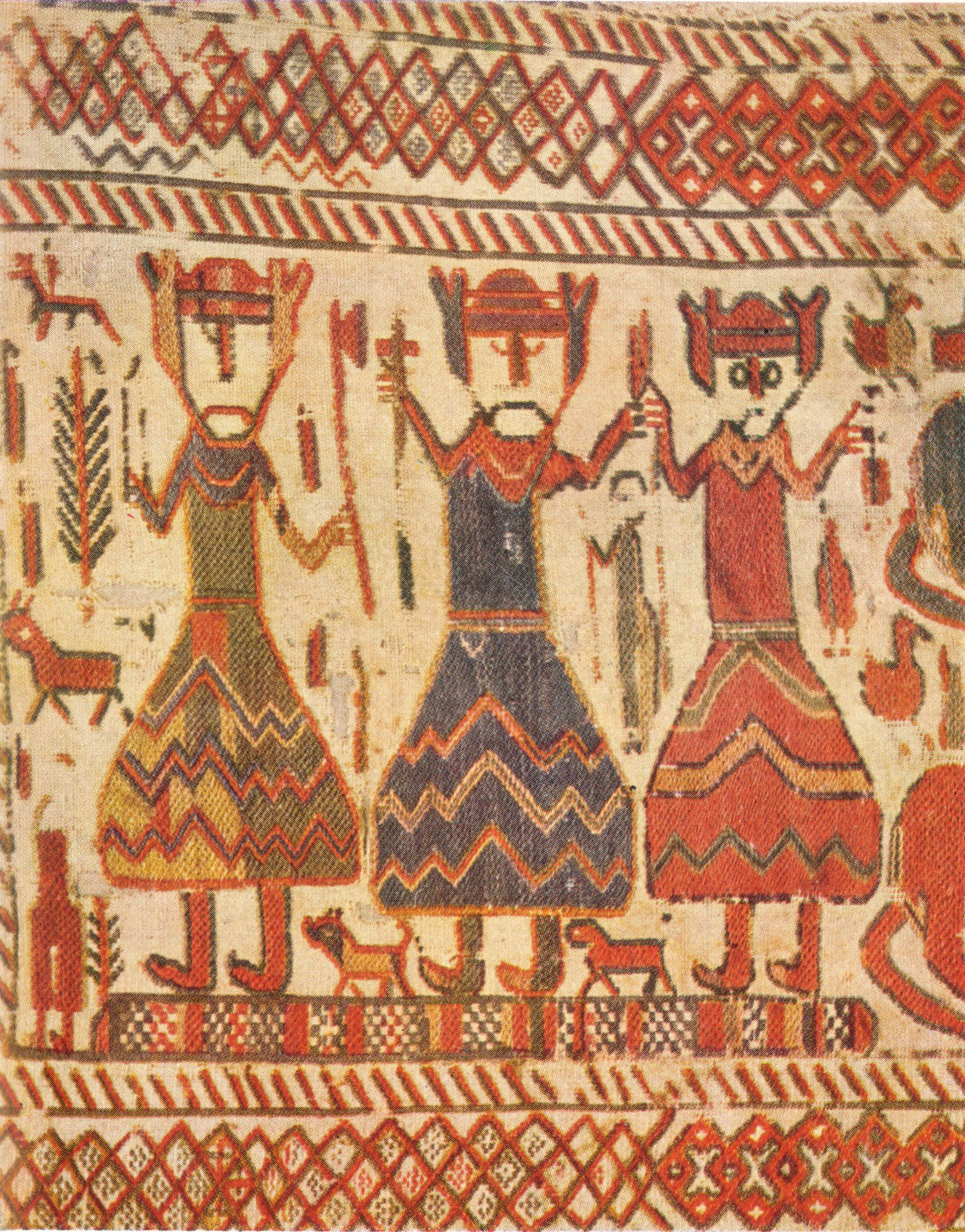
Bild 6. Detalj från Skogbonaden som tros föreställa tre hedniska kungar eller tre gudar. Bonaden, som är daterad till 1200-talet, härrör från Skogs kyrka, ett par mil från Norrala kungsgård. Bilden får här illustrera föreställningen om förkristna småkungar som var bosatta på de norrländska kungsgårdarna och som löd under Uppsalakonungen.

Tidiga svenska historieskrivare, från Ericus Olai och framåt, menade att alla norrländska kustlandskap utgjort ett enda kungadöme Hälsingland. Som grund för antagandet om ett sådant forntida, hälsingskt rike låg bland annat den danske historieskrivaren Saxo Grammaticus påstående att Hälsingland styrts av en egen kung vid tiden för Kristi födelse. Till det bidrog att hela det område som nu utgörs av Hälsingland, Medelpad, Ångermanland, Västerbotten och det land som låg norröver på 1300-talet ibland som helhet betecknades Hälsingland eller Stor-Hälsingland (Helsingia Major). Någon speciell plats eller kungsgård, där dessa mytiska kungar skulle ha regerat, pekas emellertid inte ut av någon av dessa tidiga skribenter. Det framgår inte heller om och i så fall hur man tolkade förekomsten av kungsgårdar i Norrland. Olaus Magnus har dock ritat in Norrala kungsgård som ”Domus regia” (ordagrant ”kunglig boning”) som den enda kungsgården i Norrland på sin berömda karta Carta marina från 1539. Intill har han noterat: ”Olim regnum Helsingia Regio populosissima”, det vill säga ”i forna tider kungariket Hälsingland, ett mycket folkrikt område”. Olaus Magnus verkar alltså se ett samband mellan kungsgården och det mytiska kungariket Hälsingland.
Den månglärde Johan Thomasson Bure (1568–1652) hävdade, att det egentliga landskapet Hälsingland inom kungariket Hälsingland varit indelat i tre land: ”Ålörland” (dvs. Alir), ”Sunnanhede” (Sunded) och ”Nordstig”. Eftersom denna indelning resulterade i Sunded som den mellersta delen av landskapet, antog han att de första hälsingska kungarna haft sitt säte i just Sunded. Dessa hälsingekungar föreställde han sig också hade varit hans förfäder på mormoderns sida, den så kallade Bureätten. När trycket ökade från de fientliga sveakungarna flyttade hälsingekungarna till slut till Sköns och Selångers socknar i Medelpad. Han gjorde denna koppling utifrån att det funnits en kungsgård i Selånger. En lokal tradition om att Sköns kyrka tidigare varit ett slott fick honom att spekulera över om det var hälsingekungarna som byggt sig detta slott i Skön. Johan Bure gör alltså en viss koppling mellan de mytiska hälsingekungarna och förekomsten av medeltida kungsgårdar i Norrland. Tanken på ett forntida, hälsingskt kungadöme som skulle ha sträckt sig över större delen av norra Sverige, återkommer i de tidigaste utläggningarna av skribenter med anknytning till Hälsingland: Petrus Nerbelius 1636, Daniel Djurberg 1708 och Lars Elfvik (Älfwik) 1711. Nerbelius kallar det medeltida Alir, den södra halvan av det egentliga Hälsingland, för ”Sunnerstig”. Denna korrupta namnform har uppkommit genom en felaktig läsning av namnet på Norrala kungsgård i Hälsingelagen (”sunnastä höghär”) som ”Sunnarsti”. Detta har man tolkat som ”Södra stigen”, alltså som en parallell till Norrstigen, som omtalas i samma avsnitt.
Den göticistiskt inpirerade historikern och rudbeckianen Olof Johannis Broman (d. 1750) menade att den administrativa indelning av det egentliga Hälsingland som nämns i Hälsingelagen återgick på en förkristen indelning av mer eller mindre självständiga områden. Ur arkeologisk synpunkt är detta antagande faktiskt mycket rimligt. Han benämner dessa områden som fylken eller furstendömen. Som andra skribenter vid denna tid räknar han dock med ett ”Nordanstig”, som skulle ha varit ett eget fylke i nordligaste Hälsingland. Förekomsten av storhögar invid Hälsinglands kungsgårdar fick honom att dra slutsatsen, att dessa varit säten för de småkungar (fylkeskungar) han antog måste ha funnits i respektive fylke: ”tå FylkesKungarna hade theras besynerliga Säten uti hwarthera delen, nämligen Ala Kungen, uti Norala Sockn, på then thär i dag än nämda Kungsgården”. Enligt Broman var däremot ”Sundhede Kungen” bosatt på kungsgården i Högs socken och ”Nordanstigs Kungen” på kungsgården i Jättendals socken.
Bromans lärjunge Sven Bælter anger likaså i den första delen i sin på latin avfattade magisterdissertation från 1735 att ”Norala Kongsgârd” var ”regia sedes” (”kungligt säte”) för Ala eller Alora, den södra delen av Hälsingland. Han beklagar att bristen på källor gör det omöjligt namnge vad kungarna där personligen hetat, men återger Bromans rudbeckianskt inspirerade etymologier om att de kallats ”Glysingar, Ulfar, Aser, Sigger, Bolder, Gudmunder, Carlar, Alsar & Halsar”.
Erik Brunnelius byggde enligt egen utsago på uppgifter av Broman när han 1748 om hälsingarnas apostel, sankt Staffan, skrev att varje område i Hälsingland hade egna småkungar, ”Fylkeskonungar”, vilka alla var underordnade den förkristne Uppsalakungen. Det kungliga sätet i Alir skulle ha legat i Norrala socken, vilket Brunnelius menade framgick av namnet ”Norala Kungsgård”. Själva templet skulle dock ha legat i annexförsamlingen Trönö.
Helt på tvärs emot dessa uppfattningar går historikern Johan David Flintenberg (1762–1819), känd för sitt hyperkritiska sinnelag som på sin tid uppfattades som närmast extremt. Han förkastade helt Bromans och dennes efterföljares uppfattning att Norrala kungsgård skulle ha varit säte för en fylkeskonung. I den andra delen av sin latinska magisterdissertation (Uppsala 1785), sid. 28 f, kommenterar han (i översättning):
»Först att undersökas är den by som i folkmun kallas Kungsgården, ett namn som tros syfta på ett kungligt säte. Utöver det hälsingska kungarike, som enligt Ericus Olai omfattade samtliga norrländska regioner, ska detta landskap nämligen i forna dagar ha varit uppdelat i tre kungariken, var och en med sina egna kungar; så tillstår de flesta av våra historiker så gott som enstämmigt g). Men även om man från debatten utesluter frågan om hur många delar Hälsingland förr bestått av, skulle dessa med sådana synnerligen inskränkta gränser inte ha kunnat tillåta särskilt många invånare i äldre tid. Man kan därför betvivla att varje del gått under beteckningen kungarike. Jag tror nog att en noggrannare prövning skulle röja ursprunget till dessa namn med större trovärdighet, eftersom de i medeltida handlingar kallas menigheter [communitates], vilka var och en sägs vara utrustad med eget sigill h). Efter att vi så har avfärdat denna saga bör andra skäl till byns namn undersökas. Eftersom det sannolikt är denna kungsgård som åsyftas med det Sunnarsti Höghär som i Hälsingelagens kungabalk räknas upp bland andra hemman som var tilldelade kungen och som i ett dokument från 1343 kallas Södra Högen i), tror jag inte att vi behöver några ytterligare bevis: det råder inget tvivel om att denna by tillhört kronan och av detta fått sitt namn k).»
Lantmätaren och historieskrivaren Per Henrik Widmark (1800–1861) dröjer sig dock ännu omkring 1860 kvar vid den äldre uppfattningen att det funnits fylkeskungar i Hälsingland, vilka lytt under sveakungens välde. Widmark utgår från att de norrländska kungsgårdarna – och bland dem nämner han Norrala kungsgård – hade anlagts i samband med landsdelens tidigaste befolkande för att vara till kungens tjänst och offrens underhåll. Kanske hade de också fungerat som säten för landets hövdingar och styresmän, fortfarande enligt Widmark. Till de äldre föreställningarna hör också en odaterad, göticistiskt inspirerad skrift från 2000-talets första år författad av Göran Malm, Bollnäs. Han förfäktar bland annat att Norrala kungsgård grundats av Odens sonson Yngve Frej av Ynglingaätten, och han benämner sagans Ragnar Lodbrok som ”Norrala-kungen”.

### En lokal tradition från 1700-talet
Norralaprosten Anders Forsslöf nedtecknade senast 1784 en lokal tradition om Norrala kungsgård:

”Relation angående Kungsgården i Norala Socken.”

”Det voro tvänne bröder, den ene bodde på en gård i Ringa by, och den andra på ett Hemman näst västan före [dvs. det hemman som sedermera blev Norrala kungsgård], om dess Gårds namn vet ingen. På Skogen söder om desse gårdar äro belägne tvenne Sjöar, af hvilka den östre nu kallas Ringa Sjöen, och den væstra Kungsgårds Sjön. Den brodren som bodde i Ringa, hade sitt fiske i dess Sjö, och den andra rådde om Kungsgårds-Sjön och dertill med halfva Ringa Sjön, af den delen som är vid væstra Landet. Emellan dessa Sjöar rinner en bæck Væsterut, som sæges den tiden om Våren varit besynnerligen mycket fiskrik. Öfver samma bæck går Landsvægen med bro, under hvilken de lagt sina Mjärdar, och fått ymnigt fiske. När den som i Væstergården bodde, begynte afundas med sin bror i Ringa, at han fiskade i samma bæck, förtröt han det så hårdt, at han lade sig vid bæcken i försåt för honom och med en pil skjöt honom ihjæl, när han om morgonen kom at se efter sin fiske-vohn. Til et monument af et sådant dråp der skedde, ligger straxt norr om samma bäcke-bro, vid pass ½ stenskaft, en liten blå häll af pipsten i qvadrat, nedergrafven midt i Landsvægen jämt med jorden, hvaruti är uthuggit detta märket: [Därunder är ett armborst inritat.] När brödermördaren [!] för sin missgärning blef fastagen, värkade han sig lös, och kom till rymnings öfver åt Norr. Blef derföre hans Gård med dess Jord och Ägor Konungenom tillhörig

Som historisk källa har legenden knappast något värde. Den har väl närmast kommit till för att förklara förekomsten av en kungsgård i socknen och det faktum att Kungsgården ännu 1692 hade gemensamt fiskevatten med Ringa by. Skulle den återgå på en historisk händelse pekar den snarast på att kungsgården inte tillkommit före 1300-talet, med tanke på att kronan innan dess knappast hade det reella bemyndigandet att konfiskera gods i Hälsingland.

## Kungsgårdens funktion under hög- och senmedeltid

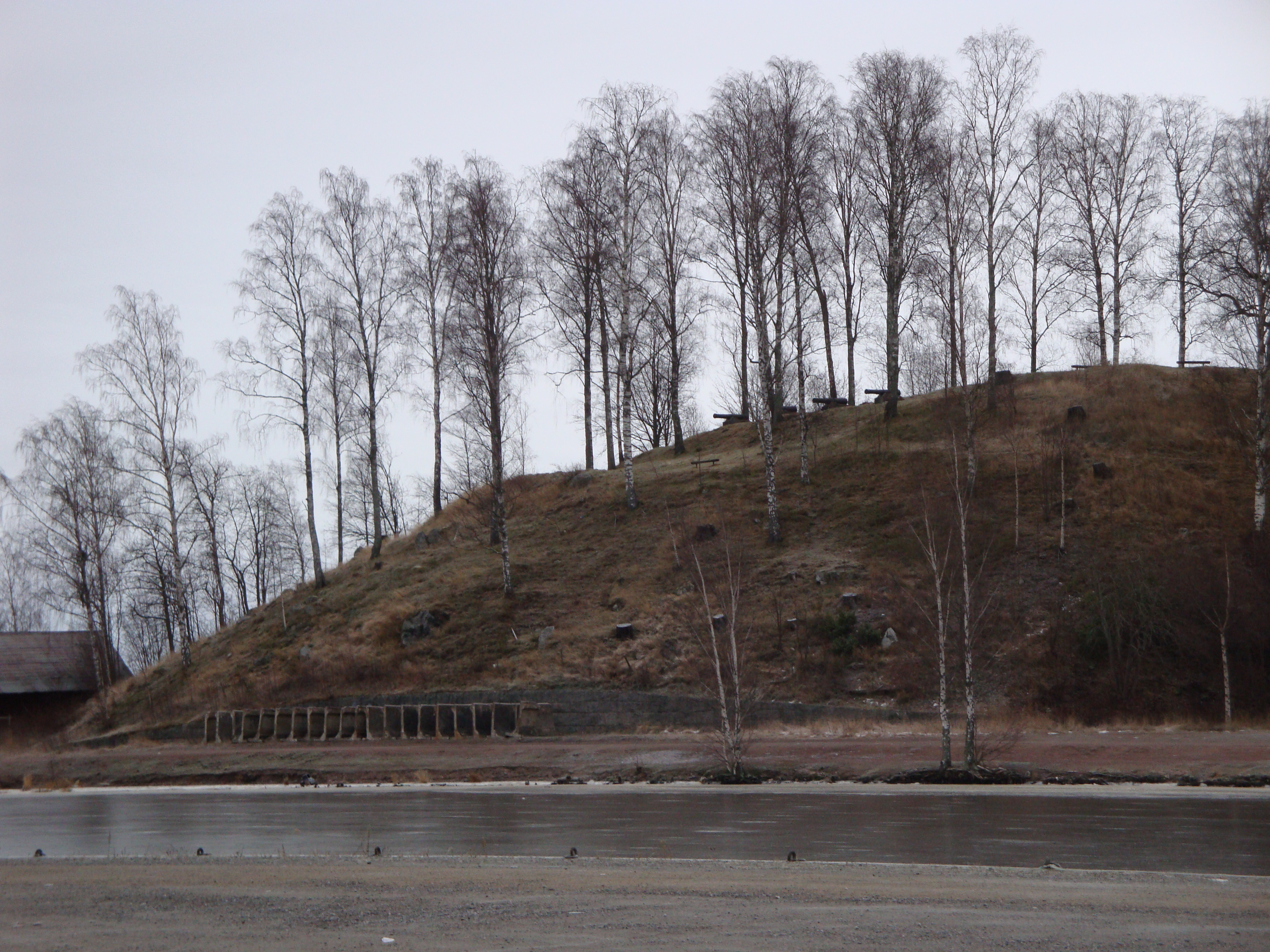
Bild 7. Kullen Faxeholm i Söderhamn. Här låg det medeltida fästet Faxeholm, varifrån en stor del av Hälsingland kontrollerades under 1400-talets början. Faxeholm övertog sannolikt delar av Norrala kungsgårds funktion som centrum för den lokala förvaltningen under sin relativt korta existens: borgen anlades vid 1390-talets mitt och stormades och nedbrändes av allmogen 1434. Platsen var då ännu en holme i Söderhamnsfjärden, vars yttre inlopp utgjorde Norralas sydöstra gräns.

Under 1300-talets första hälft lydde den norrländska administrationen under Uppsala öd i dess system av de norrländska husabyarna, som nämnts ovan. Försvarsplikt rådde och försvaret låg under allmogeledning. Samtidigt skedde gradvis ett omfattande systemskifte, som resulterade i en indelning av Stor-Hälsingland i slottslän, en regelrätt skatteplikt gentemot kronan samt ett tungt frälsekavalleri. Norrala kungsgårds funktion bör ha ändrats i takt med att den svenska statsmakten steg för steg kunde stärka sitt inflytande över Hälsingland och övriga Norrland. Vid 1300-talets mitt hade kronan Norrland i ett säkert grepp och de gamla, sinsemellan mer eller mindre oberoende landen eller tredingarna var ersatta av prosterier (kontrakt). Från att ha varit kronans tentakel ut mot de självständiga norrländska trakterna och en del av kronans tributsystem blev kungsgården som husaby i landet Alir ett centrum för organiserad skatteuppbörd för vilken fogden i Hälsinglands södra prosteri ansvarade. Vid husabyn mottog länsmannen kungens brev och skickade ut budkavlar, enligt det ovan citerade utdraget ur Hälsingelagen. Formuleringen antyder att länsmannen förutsattes vara bosatt på kungsgården. Säkert är att de gamla husabyarna även framgent var naturliga platser för tingen – tingsförhandlingar kan i bevarade källor kopplas till de hälsingska kungsgårdarna i flera fall.
Det ovannämnda brevet med årtalet 1343 talar om att ett allmänt ting hållits vid Södra Högen, dvs. Norrala kungsgård. Sannolikt var det också just vid kungsgården som ett gemensamt ting för de norrländska kustlandskapen hölls i Norrala (jn placitacione Nøralom, ”på tinget i Norrala”) något av åren 1371–1373. Representanter för hela menigheten i Hälsingland, Medelpad och Ångermanland var då samlade vid detta ting för att begära av Albrekt av Mecklenburg att få behålla de lagar, rättigheter, bestämmelser och sedvänjor som man tidigare haft och att kungen inte skulle byta ut fogdarna och befallningshavarna i dessa områden. Man anhöll dessutom om förskoning från pålagor och om att de själva skulle få välja (under-)lagmän i enlighet med sina gamla lagar.
Kungsgårdarna i Högs och Jättendals socknar i norra Hälsingland fungerade som stödjepunkter och centra för kronans uppbörd i landskapet sannolikt fram till ca 1395, då fästet Faxeholm byggdes av vitalianerna i Söderhamnsfjärden, ungefär en mil söder om Norrala kungsgård. De förutnämnda kungsgårdarna såldes redan 1454 av kung Karl Knutsson i strid mot lagen. Norrala kungsgård förblev emellertid i kronans ägo. Dess funktion måste ha påverkats dels av vitalianernas närvaro och reella makt över Hälsingland, dels av efterföljande länsinnehavare intill dess Faxeholm brändes ner av hälsingarna 1434. Rollen som kameralt förvaltningscentrum och uppbördscentral har sannolikt helt eller delvis övertagits under denna tid av Faxeholm, medan kungsgården rimligen behållit sin uppgift som lokal tingsplats för Norrala-Trönö pastorat. Efter Faxeholms nedbrännande återtog Norrala kungsgården sin tidigare funktion, men snart nog i egenskap av den enda kvarvarande kungsgården i Hälsingland med hela landskapet som förvaltningsområde. Ett motsvarande skifte kan beläggas med kungsgården i Bjärtrå socken i Ångermanland. Där övertogs kungsgårdens roll av vitalianernas fäste Styresholm i Torsåkers socken i samma landskap. En medeltidsarkeologisk granskning av fästet vid kungsgården (Hälsingelagens Kutby) i Bjärtrå har visat att kungsgårdsfunktionen flyttades tillbaka till kungsgården i Bjärtrå omkring sekelskiftet 1400 efter vitalianernas mellanspel på Styresholm.
Vid medeltidens slut ingick Hälsingland i praktiken i den ”federation” av närmast självständiga landskap som då utgjorde riket. De avgörande politiska besluten fattades inom lokalsamhället, åtminstone för Norralas del närmast på tingsplatsen invid den kungsgård som antagit tingshögens namn, att döma av de få bevarade beläggen. Hur befolkningen betraktat kungsgården, en påtaglig representation för en avlägsen kungamakts maktanspråk och skattekrav, framgår inte.

## Var låg den medeltida kungsgården?
Låg den medeltida kungsgården i Norrala på något annat ställe än där Kungsgården ligger på 1500-talet, dvs. på södra sidan av Norralaån, den å som från väst rinner in från Trönö socken? I sin avhandling om sockenbildningen, med fokus på Hälsingland, har Stefan Brink placerat den medeltida kungsgården norr om Norralaån, mellan denna och Norrån som från nordväst rinner ut mellan byarna Å och Ale på den norra sidan av Norraladalen. Medeltidshistorikern Mats Mogren menade år 2000, möjligen i anslutning till Brink, att ”ingen kan peka på den exakta platsen för kungsgårdsbyggnaderna”. Det finns dock inget som tyder på att den medeltida kungsgården skulle ha legat på annan plats än där den låg på 1500-talet, söder om Norralaån. Detta visar skattelängdernas uppställning:
Som framgår nedan sålde kronan år 1560 sin kungsgård i Norrala 1560 till Anders Sigfridsson (Rålamb). Hemmanet saknas i skattelängderna till och med år 1578, men från 1579 finns det medtaget i skattelängderna på ett sätt som visar att det bara några få år efter att det sålts av kronan låg på just södra sidan av Norralaån, väster om byn Ringa och öster om byn Svarven. Alltså där det ligger på 1600-talet. Skattelängderna för Norrala socken är nämligen redan från 1555 uppställda efter ett bestämt sockenvarv som användes in i modern tid, liksom hur det är med andra hälsingesocknar. I Norrala började man med de byar som ligger längst i väst på norra sidan av Norralaån, och fortsatte därifrån längs de så kallade norrsidesgatorna österut. När man kommit till byn närmast kusten, Svartvik, vek man av söderut längs vägen tills man kommit ner till Sund och Rösten, på norra sidan av det som nu kallas Söderhamnsfjärden. Därifrån gick man igenom de intilliggande byarna väster om Sund i nordlig riktning fram till Borg, varmed man åter var i Norraladalen, men nu på dess södra sida, söder om Norralaån. Här fortsatte man genom genom byarna längs vägen västerut, genom bland andra byarna Ringa och Svarven tills man var tillbaka till så långt det gått åt detta väderstreck. I skattelängderna för Norrala räknas Kungsgården alltid upp i bestämd ordning: antingen som sista gård i byn Ringa och följt av byn Svarven, eller som ett fristående hemman mellan Ringa och Svarven. Det är där vi hittar ”Kongxgarden” i brudskattelängden 1579, som rubrik för ett separat hemman efter Ringa men direkt före byn Svarven; i tiondelängden 1580 skrivs landbonden Jon Olsson på ”Konxgårde” som sista bonde under Ringa, och så också i tiondelängderna 1581 (”Jon i Kongz gården”) och 1583 (i den senare med marginalkommentaren ”frelsse”). I tiondelängderna 1584–1586 skrivs Jakob Sigfridsson ”på Konxgården” som sista bonde i Ringa (om denne, se nedan), medan ”Kongzgården” i mantalslängden 1589 står som rubrik för ett separat hemman, också här efter Ringa och före Svarven.
Efter klyvningen av Kungsgården 1683 i två lika stora delar – se avsnittet ”Kungsgården i Jakob Sigfridssons släkt” nedan – låg det utbrutna hemmansbyggnaderna tätt intill de ursprungliga, något som framgår av Johan Werwinghs karta 1699 (se Bild 1). Kartan visar att Kungsgården då låg drygt en halv kilometer meter väster om det västligaste hemmanet (nr 8) i Ringa, och detta tyder på att den inte ursprungligen varit en del av denna by. Direkt väster om Kungsgården går på på kartan kustlandsvägen i nordlig-sydlig riktning via Söderala socken. Detta placerar också Kungsgården i mycket nära anslutning till Kungsgårdshögen; se avsnittet ”Sambandet med närliggande gravhögar” ovan. När jordeboksnumreringen infördes på 1700-talet fick gästgiveriet jordeboksnumret 2, eftersom det låg till väster om det andra, utbrutna Kungsgårdshemmanet; numreringen brukade följa det etablerade sockenvarvet. På Bladhs teckning av Vasamonumentet på Kungsgårdshögen 1809 (bild 10) nedan syns gästgiveriet på östra sidan av Kungsgårdshögen och direkt i väster kustlandsvägen. Det forna gästgiveriets mangårdsbyggnad ligger kvar på samma plats än i dag.
Det hör till saken att den odlingsbara jorden i Norrala tidigt blivit uppodlad, och de snäva sockengränserna för kustsocknen gjorde att det inte gick att expandera västerut, till skillnad från hur det var för socknarna i Hälsinglands inland. Man var inlåst. Antalet bönder i Norrala förblir därför tämligen konstant, från 1555 (95 bönder) till 1655 (88 bönder, om man exkluderar de fem hemman i Rösten som på 1620-talet lagts under Söderhamns stad). Kungsgårdshemmanet med dess jordar var som de andra hemmanen inklämt där det grundats någon gång under medeltiden, med Norralaån som dess norra gräns. På andra sidan av ån hade redan byarna Fors, Ale och Närby mätt ut sina jordar.

## Norrala kungsgård under 1500-talets första del

### Gustav Eriksson (Vasa) vid Norrala kungsgård 1521

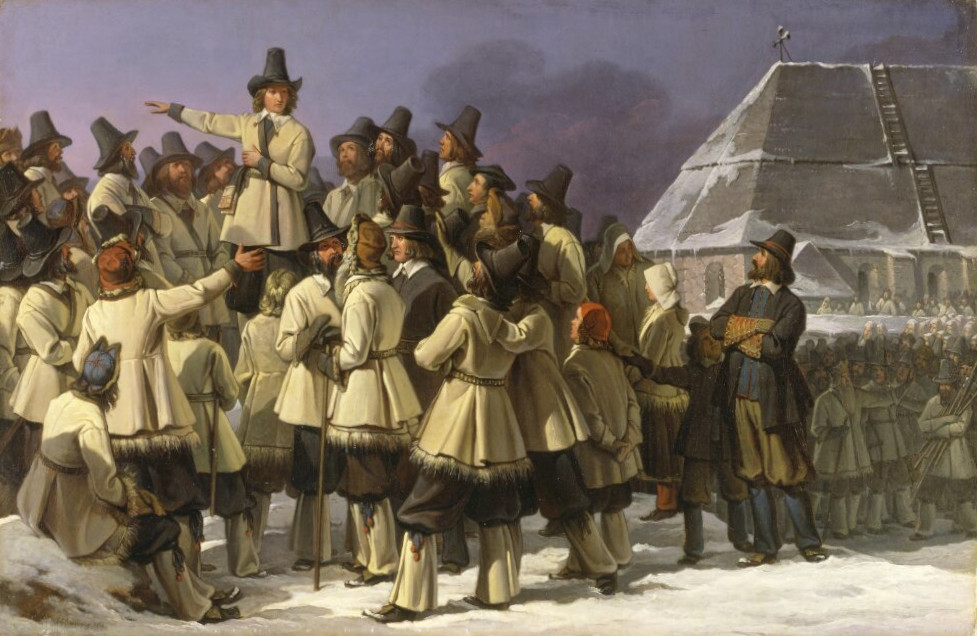
Bild 8. Gustav Eriksson (Vasa) talade till hälsingarna vid Norrala kungsgård 1521, enligt krönikören Peder Swart. Möjligen har situationen påmint om Johan Gustaf Sandbergs målning från 1836: här manar Gustav Eriksson dalkarlarna i Mora att ansluta sig till honom i kampen mot Kristian II.

Norrala kungsgård omnämns i samband med att det omfattande befrielsekriget riktat mot den danske unionskungen Kristian II år 1521 vilket drogs igång under ledning av den unge frälsemannen Gustav Eriksson (Vasa). Han hade kallat hälsingarna till möte vid denna kungsgård i syfte att försäkra sig om hälsingarnas stöd och på så sätt säkra den vänstra flanken inför det stundande huvudangreppet. Tredjedag påsk 1521 ankom följet till Norrala kungsgård där Gustav Eriksson höll ett tal inför de sammankallade hälsingarna. Hälsingarna ställde sig dock inledningsvis avvaktande och först något senare anslöt man sig till Gustav Erikssons trupper. Gustavs egen historieskrivare Peder Swart berättar om denna händelse:
”Her Götstaff drog så sielff till Helsingeland som förberördt är och thet skedde tridie dagh Påscha, och togh med sigh 130 karla wähl vtröstade, och vti godt blanckt harnesk, för hwilke han satte Lasse Olson till höffuitzman. När han war kommen till Konungzgården j Nörrale, stämbde han tijtt the yppersta öffuer hela landet, talandes them till om samme werff han tilförenne scriffuit hade, sporde om the wille söndra sigh slätt iffro Dalarne och bergzlagen, eller wille the wara en man med them som theres fäder och foräldra altijdh tilförenne och aff ålder warit haffue. Men Helsinganar (– effter thet syntes them omöieligit han wille företaga –) sade sigh icke kunna någen ändeligh swar ther vppo giffue, vtan både att han wille än nu thenna reson haffue them ther medh förskonade. Theris mening war, att the wille lura så länge the kunde få höra först hwadh lagh thet wille taga medh Dalekarenar. Drogh så Her Götstaff iffrå Helsingeland och ått bergzlagen igen.”
Den hövitsman för krigsfolket som nämns i Peder Swarts skildring, Lasse Olsson, och som i krönikan framstår som frihetskrigets store hjälte, kom trettiofem år senare att köpa Norrala kungsgård av kung Gustav; se nedan.

### Hälsingefogden på Norrala kungsgård 1531
Att Norrala kungsgård som den enda kvarvarande kungsgården i Hälsingland fortfarande använts av hälsingefogden i dennes ämbetsutövande i landskapet under 1500-talets första hälft indikeras av ett intyg, som fogden i Hälsingland Olof Mårtensson utfärdat den 26 januari 1531 ”oppå Konungz ga<r>den”.

### Faktori i Kungsgården på 1540-talet?
En minnesskylt uppsatt av Norrlands artilleriregemente vid Vasamonumentet uppger att Gustav III på 1540-talet anlagt ett faktori i Kungsgården och utnämnt en arklimästare för detta. Detta faktori anges ha varit ”början till Norrlands artilleri som blev regemente 1898”. Några belägg för uppgifterna har inte anförts. Däremot omtalas i domboken 1644 att ett nytt borrhus, dvs. en byggnad för borrning av eldvapen, höll på att byggas vid Norralaån i Kungsgården (nedan). Formuleringen tyder på att det funnits ett borrhus där tidigare. År 1633 anges Jakob Olsson på Kungsgården vara pipslagare under Söderhamns gevärsfaktori (nedan), en verksamhet som han väl bedrivit i ett sådant borrhus.

## Kungsgården överlåts av kronan till

### Lasse Olsson (”Björnram”) 1556
Den 15 juni 1556 bytte den norrländske ståthållaren Lasse Olsson och dennes hustru till sig Norrala kungsgård av kronan, som i vederlag fick makarnas jordegendomar i Umeå. Denne Lasse Olsson, samme person som varit Gustav Erikssons hövitsman vid besöket på Norrala kungsgård 1521, hade efter Gustav Erikssons val till kung tjänat som dennes fogde och underlagman i de norrländska landskapen och i Österbotten. Han hade åren 1550–1554 också varit fogde i Hälsingland. Lasse Olsson tycks ha haft särskild koppling till Norrala: sonen Mårten Larsson (sedermera själv fogde i Hälsingland 1577–1580) bosatte sig tidigt och permanent på det mycket stora, före detta frälsehemmanet Svartvik i Norrala; Lasse Olsson köpte 1551 jord i Kolsta i Norrala, antagligen för att läggas samman med det rätt närliggande Svartvikshemmanet; svärsonen Anders Sigfridsson (Rålamb) var son till en storbonde i Norrala. Norrala kungsgård bör därför ha varit en central punkt i hans ämbetsutövande som fogde. Lasse Olsson, som vid denna tid i praktiken fungerade som högste militärbefälhavare över Norrland och som då bör ha varit något över 60 år gammal, tycks ha planerat att bosätta sig i Norrala. Kungen ryggade emellertid ensidigt bytet den 15 september samma år och behöll såväl Norrala kungsgård som godsen i Umeå. Han avsåg att använda jordegendomarna i Umeå och Norrala kungsgård som avelsgårdar för kronan, storgods ägda av kronan vilka skulle bidra till försvarets försörjning i de då oroliga tiderna. Lasse Olsson slog sig i stället ner hos sonen Mårten Larsson i Svartvik, där han var bosatt från åtminstone september 1556 till januari 1562, då han kallades att ingå i Erik XIV:s konungsnämnd, den höga nämnden.

### Till Anders Sigfridsson (Rålamb) 1560
Lasse Olssons svärson Anders Sigfridsson (1527–1581), son till storbonden Sigfrid Andersson i Närby i Norrala, gjorde tidigt karriär i kronans tjänst. Han nämns tidigast 1550, då han var ”hovman” (dvs. tjänare) under Lasse Olsson, en tjänst som måste ha inneburit en hel del arbete på Norrala kungsgård. Han efterträdde 1555 Lasse Olsson som fogde i Hälsingland och utsågs 1558 till fogde på slottet Tre Kronor i Stockholm. Där kom han att sälla sig till kretsen kring Erik XIV:s sekreterare, den fruktade Jöran Persson. Anders Sigfridsson var också tidvis engagerad i konungsnämnden, där svärfadern även ingick, och han var åren 1563–1568 lagman över hela Norrland. Anders Sigfridsson lade sig till med ett adligt vapen och lät skriva sig till sätesgård, först till Närby i Norrala och därefter till Bro (Brogård) i Uppland; från honom härstammade den adliga och den friherrliga ätten Rålamb. Anders Sigfridsson bedrev en mycket omfattande handel med jord och hemman och denna handel inbegrep också flera gårdar i Norrala. Den 8 april 1560 bytte han till sig Norrala kungsgård av kronan.
Anders Sigfridsson förlänades den 23 februari 1561 den lösa egendom och boskap som funnits på kungsgården och som specificerades i den inventarieförteckning som upprättats i samband med köpet 1560. Förteckningen ger en unik bild av lösöret på en kungsgård under 1500-talet.
Vid köpet ändrades hemmanets kamerala natur från att ha varit kronojord till frälsejord. Det saknas i de flesta skattelängder under Anders Sigfridssons livstid; det skrivs dock vid ett par tillfällen som det sista hemmanet under den intilliggande byn Ringa. Första gången gången det står som ett självständigt hemman i skattelängderna är i brudskattelängden 1579, då kallat ”Kongxgården”. I en redogörelse för ett par muntliga traditioner i Norrala har historikern Johan David Flintenberg (1762–1819) i sina samlingar om Hälsingland fört in följande berättelse rörande Anders Sigfridsson och Kungsgården:
”Olof Knutson en bonde här i Norrala och Nærby [nr 3] om 78 åhr, berättar, at uti hans Fader-moders Moderfaders tid bodde en man på Närby som het Anders Siffridson, eljest Bro-Anders kallad. Han var en förslagen och drifvande man, som hade godt förstånd uti ett som annat, hvilken fick en Adelsfru till hustru och Köpte sig sedan till Adelskap. Ägandes han icke allenast Nærby, utan och Kungsgården (huru han den fått är obekant), Kålsta, Sund och Hamre. Hvad ämbete han haft vet ingen att sæga; utan han Kallades en Regerande Herre. Han hade i sitt hushåll på Nærby 20 tjenstehjon. Men nær Skarp- eller Diger-döden gick, utdödde alt folket i Norrala så, at i hela Socken intet flera funnos än 3 hjonelag öfverblefne. Afgick ock med Döden benæmde Anders Siffridson och hans hustru, jæmwel hans tjenstefolk, undantagandes hans Sjähl-Karl [dvs. sälfiskare], som rodde om hösten i Sjæhlfiske uti Mjusen [en fäbod under Närby]; då den tiden hafsvatnet stod så högt, at bemälte Sjæhlkarl hade sin stuga på backen, straxt nedan för Fæbo-vallen nu är; samt en Finndräng, som Skötte Boskapen.”
”Denne Anders Siffridson har i Kungs-gården straxt nedre på Änget vid Væster-grinden, som vetter åt præst-qvarnen; låtit berida sina hæstar, så at derefter ännu synes i Jorden effter hæstarnes kringlopp denna figur: [bild på en ring, med två mindre ringar anslutna, ungefär som ett stiliserad Musse-Pigg-huvud] hwar kring tvärsöfver Al.r Djupheten i jorden efter hæstarne vid pass 1 qvarter och ringens bredd till 5 d.o.”
Berättelsen verkar ursprungligen härröra från omkring år 1690. I Olof Knutssons redogörelse har en äldre tradition om medeltidens digerdöd sammanblandats med den lokala pestepidemi i Norrala i vilken Anders Sigfridssons hustru och en dotter avled 1565.

### Till Jakob Sigfridsson 1584
Johan III lät den 8 februari 1583 meddela de två bönderna i Hudik och den ende bonden på Vallen i Hälsingtuna socken, att deras tre hemman skulle exproprieras av kronan och läggas under den nygrundade köpstaden Hudiksvall. Anders Sigfridssons syster Kerstin Sigfridsdotter, gift med skattebonden, landsköpmannen och herredagsmannen Per Nilsson i Vallen, och skattebonden Jakob Sigfridsson i Hudik reste båda till Stockholm och lyckades var för sig utverka bättre villkor för kronans inlösen av deras respektive hemman. Enligt kungens brev till fogden Hans Bjugg daterat den 12 april 1583 skulle Kerstin och Per Nilsson i stället ges Norrala kungsgård, som kungen alltså avsåg att ta från Anders Sigfridssons barn med löfte om att kompensera dessa senare. Turerna fortsatte emellertid och den 10 mars 1584 gavs Kerstin och Per i stället Anders Sigfridssons ansenliga hemman Stornärby (Närby nr 1), som också det togs från dennes arvingar. Bonden Jakob Sigfridsson i Hudik fick i och med kungens brev daterat Västerås den 3 november 1584 erhålla Norrala kungsgård som ersättning för sitt skattehemman i Hudik. Möjligen hade kungen ett tag tänkt sig att Norrala kungsgård skulle tillgodose både Kerstin Sigfridsdotter och Jakob Sigfridsson. Det är inte känt om Jakob var befryndad med Anders Sigfridsson och Kerstin Sigfridsdotter. Jakob Sigfridsson hade varit bonde i Hudik redan 1573.

## Kungsgården i Jakob Sigfridssons släkt

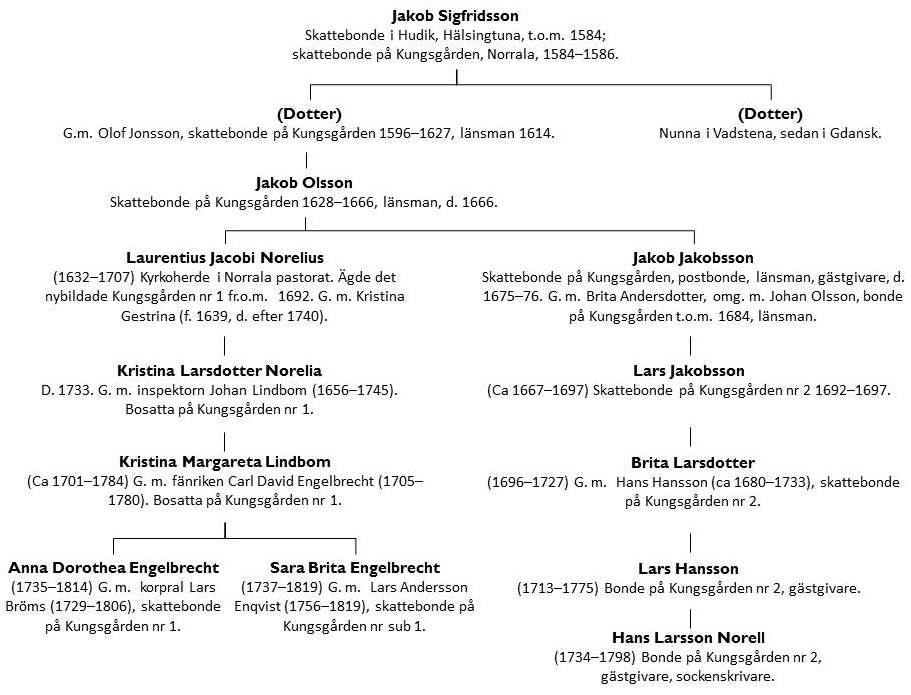
Bild 9. Efter Jakob Sigfridsson, som tillträdde Kungsgården 1584, fortsatte flera av hans ättlingar att äga eller bruka dennes jord i byn. Stamtavlan, som går fram till ca 1800, visar deras inbördes släktskap.

Norralaprosten Anders Forsslöf nämner Jakob Sigfridsson i sin redogörelse från omkring 1784 för Kungsgårdens äldre historia:
”Denne Jacob Siffridson hade med sin hustru 2.ne döttrar, den ene het Sigrid och blef gift på Kungsgården, hafvandes sin man från Söderala och Sigstad by [dvs. Siggesta], vid namn Olof Jonson, den andre dottren gaf sig at blifva en Nunna i Vadstena Kloster, som sedan kom till Dantsig och blef der död. Bemälte Olof Jonson hade ibland andre barn, en son benæmd Jacob Olofson, hvilken fått till hustru sid. Kyrkoherden i Hambrunge H.r Lars Emporagris dotter Margareta, hvars första son var Lars Norelius.”

Jakob Sigfridssons dottersons son, kyrkoherden i Norrala pastorat Laurentius Jacobi Norelius (1632–1707), anger själv i en odaterad skrivelse, att den Jakob Sigfridsson som 1584 fått Kungsgården i utbyte mot sitt hemman i Hudik var hans farmors far. Skrivelsen författades troligen på 1690-talet i samband med de rannsakningar över donerade gods som skedde under reduktionen. På aktstycket har någon skrivit till släktledningen: ”Jacob Sigfridson – dottren gift med Olof Larson – desz Son Jacob Olofson – Laurentius Jacobi Norelius”. Med undantag av att Jakob Sigfridssons måg hette Olof Jonsson är släktledningen korrekt.
Jakob Sigfridsson skrivs som bonde på Kungsgården i skattelängderna 1584–1586. Åren 1587–1595 förestås hemmanet av en Erik Persson, som kanske var landbo. Från och med 1596 skrivs Jakobs måg Olof Jonsson på Kungsgården. ”Oluff ionsson i Kongzgårde” uppges 1597 vara knekt med frihet från utskylder för sitt hemman. Han var en kort tid, 1614, länsman i Norrala pastorat. Han levde ännu 1630, då han nämns bland gamla och förlamade. Prosten Anders Forsslöfs uppgift om att Jakob Sigfridsson skulle ha haft en dotter som blivit katolsk nunna bekräftas av längden över enskilda besvär vid herredagen (riksdagen) 1612: ”Oluf Jonsson i gamble konungsgården i Norala begärer underdånligen af K. M:t, at honom måtte blifwa efterlåtit at igenlöösa sijn hustrus systers deel i hemmanet, hwilken deel blef wederkändz under Cronan, sedan hoon drogh af landet, ifrån Wadstena clöster och til ett clöster i Dantzik; begärer ödmiukeligen, at han måtte få thet beholla och göra skatt och skuld deraf.” Bakgrunden till detta är att enligt Norrköpings beslut 1604 skulle gods tillhörigt personer som avfallit till papismen förverkas och tillfalla kronan.
Hemmanet är i jordeboken 1623 skattlagt till 16 öresland, vilket innebär att det motsvarade ett kameralt fullgärdeshemman eller mantal och dessutom att det var ett av de större hemmanen i socknen. Att familjen var relativt välbärgad framgår av att man på 1620-talet hade en av de större kreatursbesättningarna i socknen.
Olof Jonssons son Jakob Olsson övertog hemmanet omkring 1628 och var liksom fadern länsman i pastoratet. Han anges av sonen Lars Norelius ha begravts den 12 juli 1660. Jakob Olsson i Kungsgården hade ett eget sigill med initialerna I O ovanför en sköld som innehöll ett bomärke. Han anges 1630 vara ”Pijpeslaghare” under Söderhamns gevärsfaktori och har antagligen använt ett borrhus vid Norralaån vid Kungsgården för detta värv. Han anklagades 1644 för att ha drivit på allmogen för hårt vid byggandet av det nya borrhuset, då en av arbetarna omkommit. Hans änka Margareta Larsdotter levde ännu 1680 då hon beskrev sig själv som ”en gammal gumma om mina 70. åhr, som nu här effter i min höga ålder mehr och mehr Skiötzel behöfr för kraffternes aftagande”. Uppgiften att hon skulle ha varit kyrkoherdedotter från Hamrånge socken i Gästrikland bestyrks åtminstone vad själva härkomstorten beträffar av en inlaga till Svea hovrätt den 6 november 1682. Där anges Jakob Olssons ej namngivna änka i Kungsgården vara gift till Kungsgården från just Hamrånge i Gästrikland.
Den äldre sonen, Lars (den ovannämnde Laurentius Jacobi Norelius), sattes att läsa till präst. Redan som komminister i Gävle har han tagit tillnamnet Norelius efter namnet på hemsocknen. Kungsgårdshemmanet övertogs av den yngre sonen Jakob Jakobsson. Denne var 1673 såväl postbonde som gästgivare och länsman. Länsman Jakob Jakobsson avled omkring 1675. 1679 är hans änka Brita Andersdotter omgift med en Johan Olsson, som då skrivs för hemmanet. Den 6 november 1682 skriver herr Lars Norelius om Kungsgården att Johan Olsson, som nu besitter hemmanet, är ”til des förestående heel odugelig (…) och för den orsaak skull i wåhr det affträda måste.” 1684 rymde emellertid Johan Olsson i Kungsgården – han tituleras då f.d. länsman – från hus och hem med en bonddotter från Nygården.
Jakob Jakobssons äldre bror, herr Lars, var vid denna tid kyrkoherde i Norrala. 1680 begärde han att få inlösa hela hemmanet Kungsgården med hänvisning till sin arvsrätt och att han löst in andra familjemedlemmars arvsandelar i hemmanet. En flerårig process inleddes med svågern och länsmannen Lars Persson Schiarling i Bollnäs socken som motpart; denne var målsman för Jakob Jakobssons omyndiga barn. Lars Persson Schiarlings argumentation gick bland annat ut på att länsmansämbetet i socknen vid denna tid blivit så sammankopplat med Kungsgården att hemmanet inte kunde ägas av en präst. Enligt hovrättens domslut 1683 skulle hemmanet dock delas lika mellan kyrkoherden och Jakob Jakobssons omyndiga barn. Delningen verkställdes den 24–26 september 1683. En karta över de två hemmanens ägor finns bevarad från 1692, där det framgår att herr Lars Norelius byggt sin egen gård, tydligen trebyggd, öster om men nästan liggande intill fädernehemmanet. Något eller några av husen på gården hade troligen hämtats från det ursprungliga hemmanet. Lars Norelius hemman fick i början av 1700-talet jordeboksnummer 1, medan den andra delen med de ursprungliga byggnaderna fick nummer 2.

### Kungsgården nr 1

#### Lars Norelius insats i häxprocesserna 1673
Lars Jakobsson Norelius uppges ha varit en av de få präster i Hälsingland som aktivt motarbetade trolldomshysterin och de omfattande häxprocesserna i landskapet under det stora oväsendet åren 1673–1674, detta trots att hans chef, prosten i Alfta Petrus Nerbelius och dennes bror, underlagmannen Erik Nerbelius i Norrala (”Hälsinglands svar på inkvisitionens Torquemada”), var de drivande i rannsakandet och fängslandet av trolldomsanklagade runt om i Hälsingland. Hudiksvallsprosten Olof Broman (d. 1750) skriver om Lars Norelius och det övriga hälsingeprästerskapets del i trolldomsrannsakningarna:

”Presterne the fleste, höllo med them [dvs. de som drev häxprocesserna], undantagande min Moderfader kyrkoherden i Rogstad och Ilsbo, H. Olof Albogius, och än mera Kyrkoherden i Norala och Tröno S[ockna]r H. E: [ska vara: L:] Norelius; hwilken upwisade mig en bundt med Mss.r [dvs. manuskript] af sådant farligit äfwentyr; Men som iag tå i Sochnen hos thenna mycket berömda Fadern, hade mit giöromål, at aftaga [dvs. rita av] kyrkorna, och theras märkwärdigheter här i landet, så kom iag intet at begiära sådant få til låna; Jag sökte med fljt, efter hans död, thet se få; men inge af hans Söner, ehuru wäl the Prester wore, hade någon kundskap ther om.”

Broman tillägger på annat ställe om Lars Norelius: ”En mycket priswärd Man, jämwäl ther af, at han [war] en ibland the bästa, som stridde emot tå illa warande Trulldomswäsende här i landet.” Lars Norelius motstånd var kanske betingat av att han fram till 1673 – det år som han tillträdde Norrala pastorat samtidigt som hysterin nådde sin kulmen – hade varit komminister i Gävle under kyrkoherden Petrus Fontelius. Denne gjorde sig känd som en mycket skarp kritiker mot det rådande trolldomsväsendet och hans egen hustru blev anklagad för trolldom som följd. Om den stora trolldomsrannsakningen i Norrala och de inblandade, se Hälsingerunor 2009.
Lars Norelius avled den 4 april 1707.

#### Lars Norelius familj och ättlingar i Kungsgården
Lars Norelius hustru Kristina Gestrinia var dotter till den föregående kyrkoherden i pastoratet, Samuel Gestrinius. Efter makens död bodde hon åtminstone tidvis på gården i Kungsgården. Hon levde ännu 1740 i Norrala och uppgavs då vara 94 år gammal. Följande uppgifter är hämtade från kyrkböckerna för Norrala, om inget annat anges:
Dottern Kristina Larsdotter Norelia gifte sig den 1 januari 1693 med Johan Lindbom, arrendator på Långvinds bruk i Enångers socken; han uppges vara född 1656 i Lindesbergs socken i Västmanland. De var bosatta på Kungsgårdshemmanet, där Johan Lindbom avled med inspektors titel den 26 maj 1745. Dottern Kristina Margareta Lindbom (d. 1749) och hennes make, fänriken Carl David Engelbrecht (1705–1780), övertog hemmanet. Carl David Engelbrecht var av namnet att döma kanske av tysk härkomst. Han är tidigast belagd 1733 i Mo socken i Hälsingland. Systern Anna Brita Lindbom (1713–1789) gifte sig med trädgårdsmästaren Lars Nordenlöf/Nordlöf (ca 1714–1784) och paret bosatte sig sedan på mark tillhörig hennes fädernehemman. 1795 anges hemmanet bestå av två delar: nr 1, som brukades av en landbonde, och nr sub 1, som förestods av Lars Andersson Enqvist (1756–1819, bördig från Enångers socken). Lars var gift med Sara Brita Engelbrecht, fänrik Engelbrechts och Kristina Margareta Lindboms dotter. En annan av deras döttrar, Anna Dorotea Engelbrecht, gifte sig med korpralen Lars Bröms (1729–1806, bördig från Vik i Järvsö socken), som blev bonde på nr 1, liksom senare parets son och sonson.

### Kungsgården nr 2

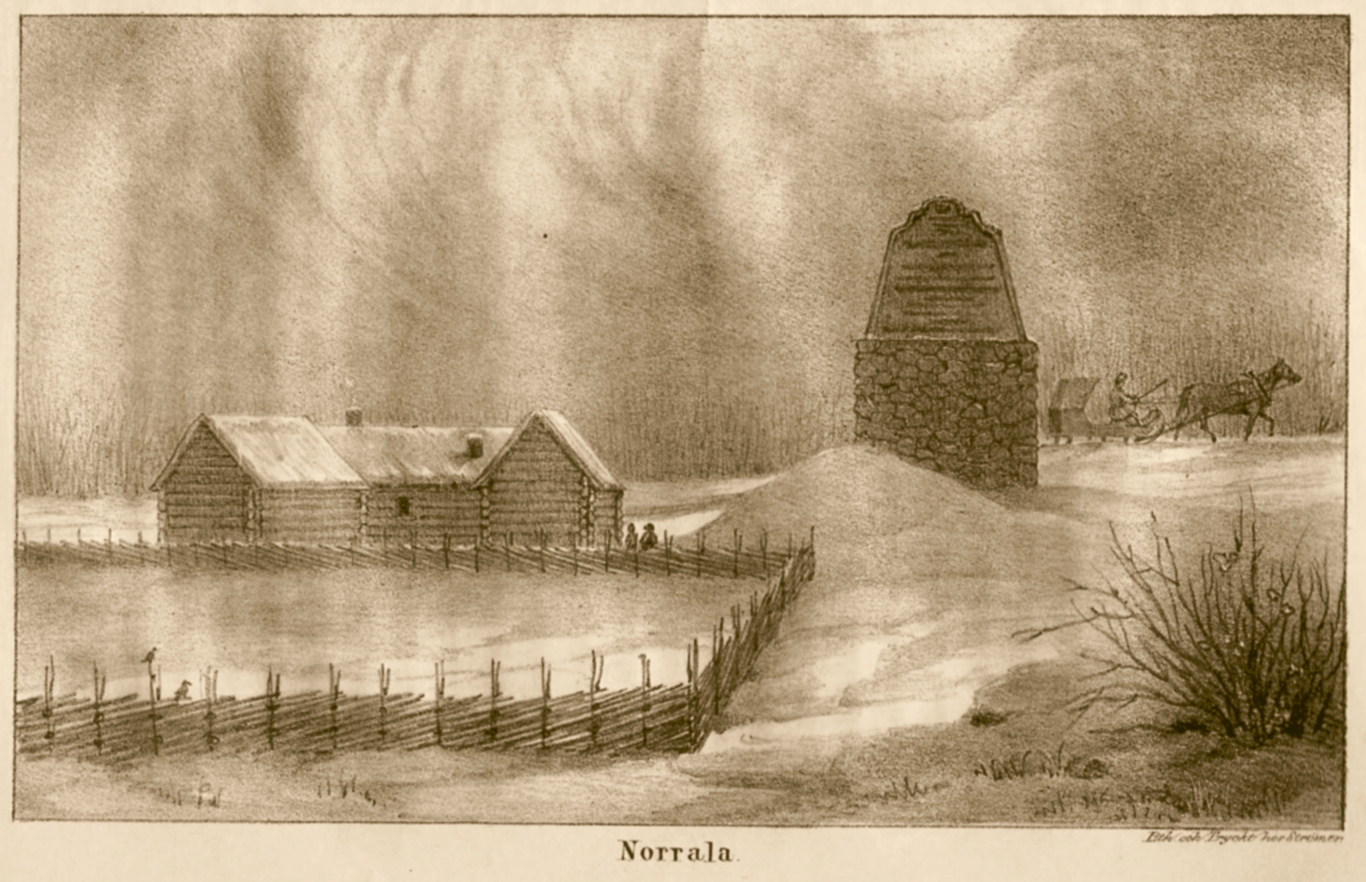
Bild 10. Den finländske studenten C. E. Bladhs teckning av gravhögen, Vasamonumentet och gästgiveriet i Kungsgården från 1809. I bakgrunden skymtar en resenär från kustlandsvägen. Gästgiveriet – Kungsgården nr 2 – var troligen platsen för den ursprungliga kungsgården.

Efter klyvningen av Kungsgården 1683 kom Kungsgården nr 2, där den ursprungliga kungsgården sannolikt legat, att tas över av Jakob Jakobssons son Lars Jakobsson (f. ca 1667, d. 1697). Lars Jakobsson gifte sig med Ablun Jönsdotter, skattebondedotter från Edvik nr 2 i samma socken. (Hennes morfars morfars far var den ovannämnde Lasse Olsson och dennes hustru Anna, vilka 1556 hade köpt Kungsgården av kronan.) Deras dotter Brita Larsdotter (1686–1729) gifte sig med Hans Hansson (f. ca 1680, d. 1733) från annexförsamlingen Trönö, vilken blev bonde på hemmanet. Deras son Lars Hansson (1713–1775) övertog gården och återupptog den gästgivarrörelse som hans morfars far Jakob Jakobsson bedrivit i Kungsgården. Från Lars Hansson härstammar släkten Norell från Norrala. Sonen Hans Larsson Norell (1734–1798) var bonde och gästgivare på hemmanet och dessutom sockenskrivare. Familjen tillhörde vid denna tid det översta sociala skiktet i socknen. Barnen fick god utbildning och sonen Sven Norell (1769–1844) blev kyrkoherde och prost i Norrala. En annan son, Hans Norell (1771–1823) blev handelsbokhållare och likaså gästgivare på Kungsgården nr 2. Generationen därefter sker en del utbrytningar av små ägor ur hemmanet. Flera av dem ägs vid 1800-talets slut av medlemmar av släkten Norell. Hans Norells dotter Katarina Andrietta Norell (1816–1884) gifte sig med den Norralafödde Jakob Forssell (1810–1881) och de övertog Kungsgården nr 2. Jakob Forssell var klockare, skollärare och sockenskrivare. Gästgiveriverksamheten bedrevs på hemmanet till 1800-talets mitt.
Gården och Vasamonumentet finns avtecknad i den ovannämnde Carl Edvard Bladhs bok Minnen från Finska kriget, åren 1808–1809. Den noggrant utförda teckningen gjordes av den unge Bladh under en vistelse på gästgivargården i Kungsgården under sex dagar i januari 1809. Gästgiveriet förestods vid den tiden av Hans Norell och hans hustru Brita Lona Hillberg. Bladh uttrycker det som att det var en oas i öknen:

”Jag ämnar icke trötta läsarens uppmärksamhet med en lång beskrifning öfver denna besvärliga färd åt norden. Vintern var utomordentligt kall, så att man i Skellefteå kunde hamra kvicksilvret. I anseende till de beständigt igensnöade vägarne, de täta kronotransporterne och våra tunga lass, gick resan ovanligt långsamt. Genom ständigt besökande kurirer och militärer voro gästgifvaregårdarne utblottade på lifsmedel, och under hela vägen kunde vi icke erhålla rena sängkläder, undantagande på
Norrala Kungsgård.
Arrendatorn däraf var tillika gästgifvare; hans namn var Norell och hans hustru utmärkt kunnig i matlagning, så att man här kunde erhålla den bäst anrättade måltid. Huset var förmöget och öfverallt röjdes välstånd. Rummen voro varma och sängarne snygga, hvilket allt, i motsatts mot de besvärligheter vi hittills uthärdat, gjorde, att denna snygga gästgifvaregård förekom oss såsom en oas uti öknen. Tvungne att invänta våra efterlemnade lass passerade vi här sex angenäma dagar.
Enligt en i orten gängse fornsägen skall denna gård varit säte för en af de Fylkiskonungar, som genom Ingiald Illrådas stämplingar blefvo bringade om lifvet. På en kulle straxt utanför gården står ett monument, som gör stället ännu mera märkvärdigt. Detta monument är nämligen upprest på den plats, därifrån Gustaf Wasa år 1521 tilltalade Helsinglands allmoge, samt uppmanade den att gripa till vapen emot danskarne för att befria fäderneslandet från främmande inkräktares förtryck.
Stället gjorde på mig ett lifligt och varaktigt intryck, emedan jag i de närvarande förhållanden tyckte mig finna en likhet i Sveriges bedröfliga öde 1521 och Finlands 1809. Nu, likasom då offrade fäderneslandets söner för dess räddning lif och gods; men det var ej mer någon Gustaf Eriksson, som stod i spetsen för frihetskampen. Medföljande litografi är gjord efter den teckning af detta monument som jag på några stunder utkastade.”

## Kungsgården i senare tid

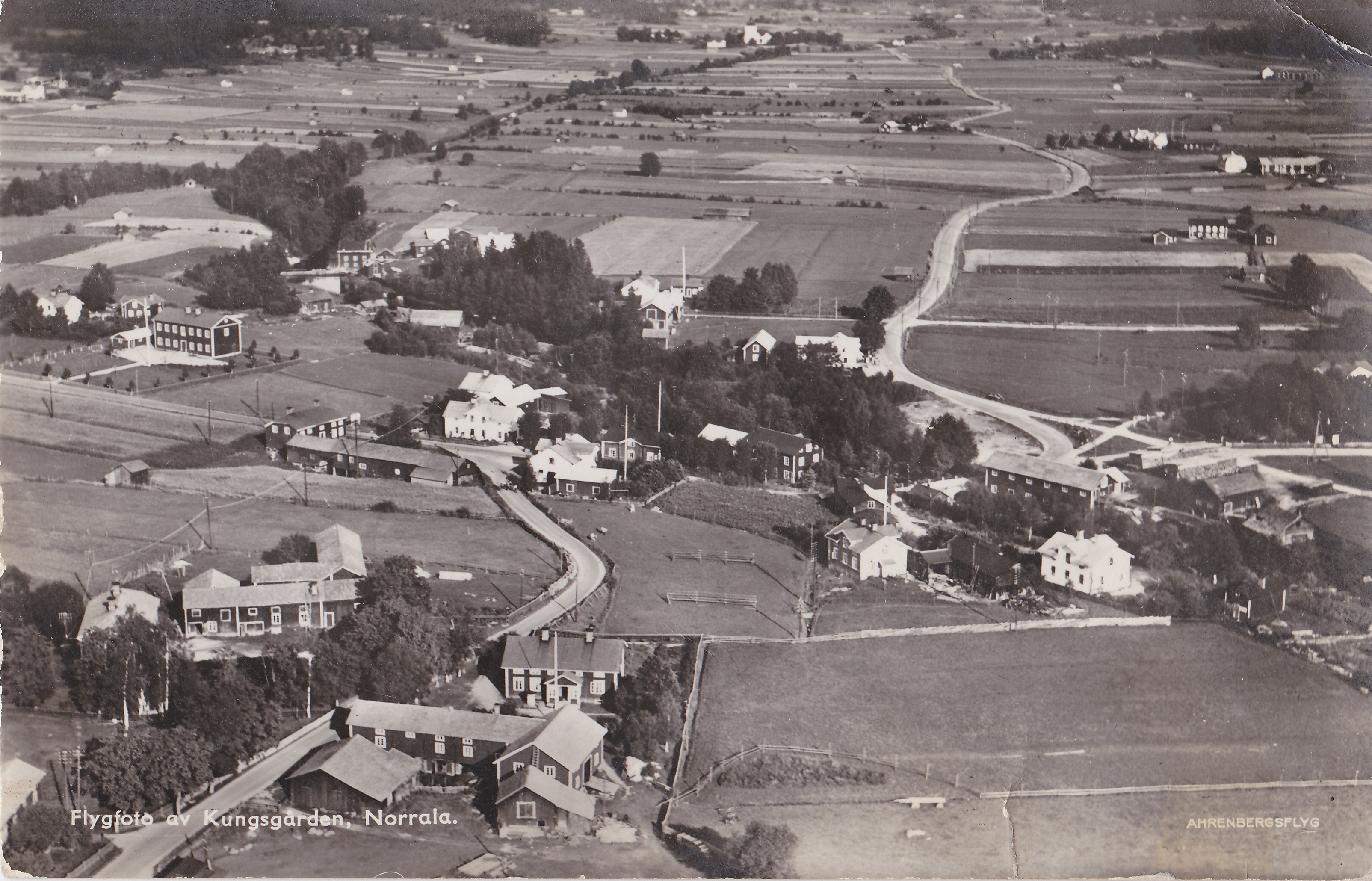
Flygfoto från senast 1930-talet som visar Norraladalen, där socknens huvudsakliga bebyggelse legat alltsedan järnåldern. Den nedre halvan av fotot visar norra delen av det område som i dagligt tal kommit att benämnas Kungsgården och som också omfattar en del av byarna Fors och Svarven. I den högra kantens mitt syns den skogsdunge där Vasamonumentet står. Direkt nedanför denna går den norrgående, fornhistoriska kustlandsvägen Norrstigen. Den skogomklädda Norralaån kommer in från bildens nedre högra hörn och flyter sedan i dalens mitt, österut förbi den vita kyrkan (som skymtar längst upp) och slutligen ut i Söderhamnsfjärden (ej i bild). Parallellt med ån går vägen från kusten och socknens östra del. I fotots nedre vänstra del infaller vägen från Trönö socken och Hälsinglands västra delar genom byn Fors. Kungsgårdens placering i Norraladalens inre med dess rika uppslammade jordar, just där de viktigare vägarna möttes, var strategiskt mycket god.

Genom utbrytning av fastigheter under 1800- och 1900-talet bildades egna ”underområden” i Kungsgården, bland dem Nyland, Skoga, Långbacken och Brortorp. 1584 hade Kungsgården bestått av ett enda hemman som brukats av en enda familj och antalet medlemmar i hushållet var antagligen inte fler än ett halvt dussin, om man ska döma efter ett statistiskt medeltal. 1910 bodde i Kungsgården 77 personer fördelade på 28 hushåll och åtta fastigheter.
Den rika tillgången på vattenkraft genom Norralaån som rinner genom Kungsgården – vattnet faller omkring fjorton meter på en sträcka av trehundra meter – ledde till att man utnyttjade vattnet för en mängd olika verksamheter: linskäktar, skvaltkvarnar, smedjor, såganläggningar med flera. Kvar finns tre vattenkraftberoende anläggningar i Kungsgården: ett kraftverk i ett f.d. sågverk, Norins smedja med en vattendriven hammare och Hillmans kvarn. Man känner till belägg för ett trettiotal vattendrivna verk från 1500-talet och framåt.
Det centrala läget vid landsvägen som förband Norrland med södra Sverige och gästgiverirörelserna innebar också att Kungsgården från 1800-talets andra del alltmer kom att bli socknens centrum. Flera av bygdens mer inflytelserika personligheter och inflyttade ämbetsmän var kortare eller längre tid bosatta i just Kungsgården. Lokalhistorikern Sigvard Bodin i Snarböle, Norrala, har sammanfattat utvecklingen under 1800- och 1900-talen: ”Kungsgårdens centrala läge medförde etablering av lanthandlare, konsumtionsförening [se nedan], kaféer garveri, trävarurörelse, bageri och bryggeri. Hit förlades poststation, telefonväxel, skolor,, brandstation, järnvägsstation och ålderdomshem. I dag har Norrala Missions-församling verksamhet i eget missionshus. Norrala Hembygdsförening äger och driver Norins smedja, ett åttkantigt spruthus med hästdragen manuell brandspruta och Hillmans kvarn.”
Kungsgården har sedan 1900-talets andra hälft ofta använts som generell beteckning för området vid den stora vägkorsningen och Norralaån, d.v.s. inbegripet viss jord som formellt tillhör de närliggande byarna Fors och Svarven.

### Vasamonumentet
Till minnet av frälsemannen Gustav Erikssons (Vasa) försök att övertala de ditkallade hälsingarna att ansluta sig på hans sida i ”frihetskriget” mot den danske unionskungen 1521 restes på 1700-talet en minnessten på den plats i Kungsgården han skulle ha talat till allmogen, det ovannämnda Vasamonumentet. En beskrivning av monumentet från omkring 1784 lyder:

”Denna Socken förvarar ock en sällsynt Minnesvård efter Kon. Gust. I.s outtrötteliga nit at fria Sverige från de missöden, hvari en utlänsk regering kastat det. Det var just här som Kon. år 1521 tredjedag påsk upmuntrade Helsingarne at gripa til vapen emot de Danska, och det bör tjena til heder för Hels. den beredvillighet han fant hos dem at krossa Danska öfver väldet och försvara friheten. Til et beständigt minne af denna händelse uprestes d. 29 Sept. år 1774 [ska vara: 1773] af et Sälskap i Gefle pro Amico kallat, på backen vid Kungsgården en vacker Sten med denna Inscription:
Här Manade Gustaf. I. År 1521. Samlade Helsingar Til Rikets Räddning Frihets Hjelten til Ära Under Ätlingen Gustaf III. Regering År 1773. Af Sälskapet Pro Amico

Detta Minnesmärke består af en Sten i pyramidalisk Skepnad af 14 qv. högd och 13 qv. bredd vid Basen, och ungefärligen 30 Sk. tyngd, tuomfoten och huggen Sandsten.

### Kungsgården och 1800-talets väckelserörelse

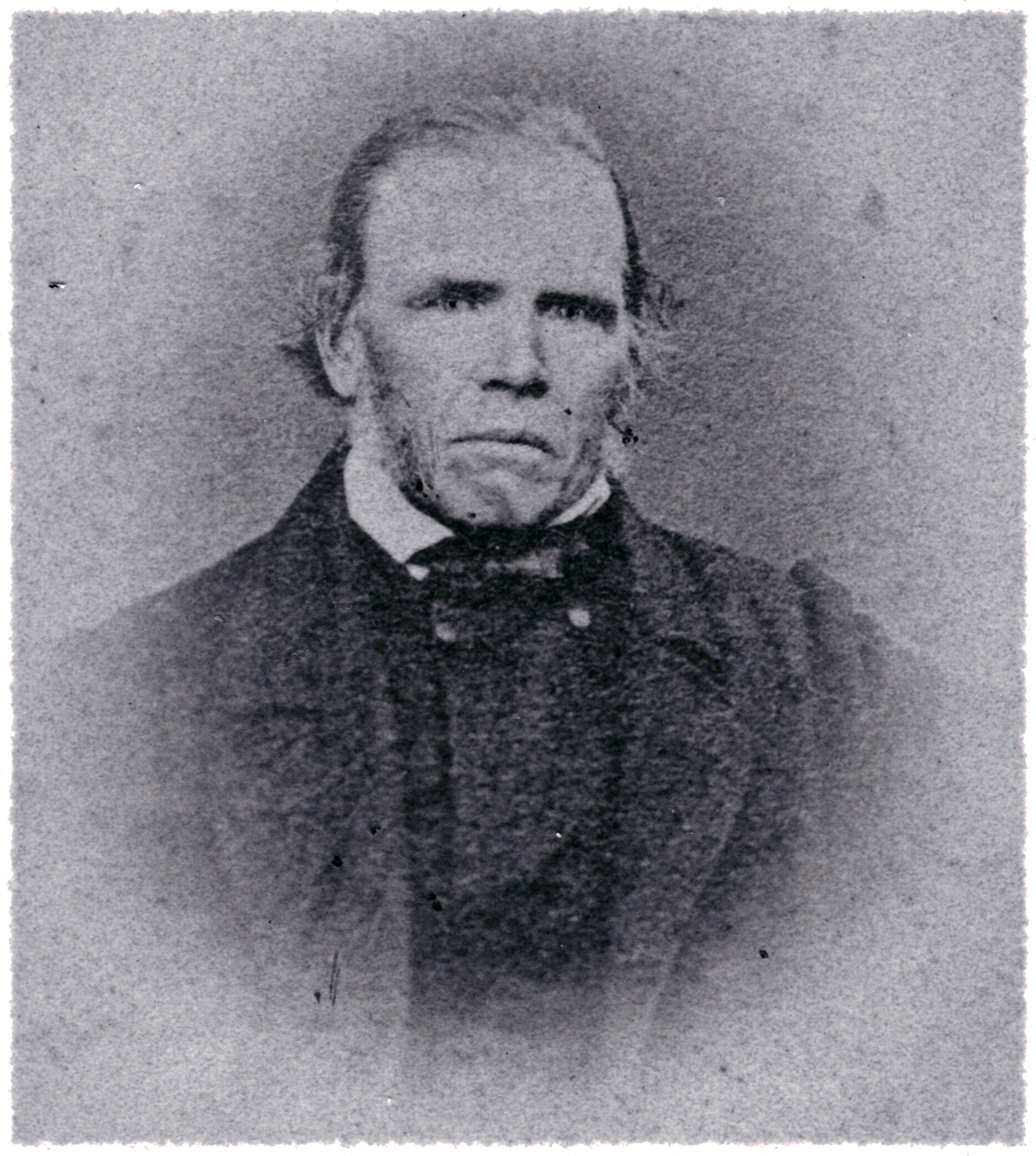
Sockensmeden och evangelisten Per Norin (1806–1873) i Kungsgården. Han och hans bror Jakob Norin var förgrundsgestalter i 1800-talets väckelserörelse i bygden. Deras farfars farfars mormors morfar var f.ö. Jakob Sigfridsson, som fick Norrala kungsgård i vederlag 1584.

Norrala var under 1700- och 1800-talen en av huvudorterna i de väckelserörelser som drog fram i Norrland. Enligt en uppgift från 1840 hade socknen då upplevt en följd av väckelser: 1765, 1780, 1817 – då väckelsen fick en oväntat stor omfattning – och senast 1834. Resultatet av dessa väckelser sades visa sig i läsarnas höga moralnormer och trogna kyrkobesökande.
Förgrundsgestalterna i den vittomfattande läsarväckelsen i Norrala under 1800-talet var till sin död sockensmeden Per Norin (1806–1873) i Kungsgården (nedan) och dennes äldre bror, kyrkobyggaren och kyrkorestauratören Jakob Norin (1795–1864) i Kungsgården. Jakob Norin höll väckelsesamlingar i samband med kyrkobyggena på olika orter i Norrland; han uppges också vara upphovet till läsarväckelsen i Gävle 1830. Per Norin grundade tidigt en söndagsskola, som han bedrev i sin ”barstuga” i smedsgården i Kungsgården. Per Norin uppges för övrigt ha förhindrat att profeten Erik Jansson från Biskopskulla fick några egentliga efterföljare i Norrala, till skillnad från bland annat grannsocknen Söderala, där ett större antal personer emigrerade till Nordamerika för att grunda Erik-jansarkolonin Bishop Hill.
En annan person som fick stor inverkan på väckelsen var komministern i Norrala-Trönö pastorat, Anders Norell (1801–1853), född i Kungsgården nr 2 som son till gästgivarparet Hans Norell och Brita Lona Hillberg. Anders Norell var läsare redan som gymnasist. Som komminister höll han missionsböner första måndagen i varje månad. På lördagskvällarna var församlingen i Trönö inbjuden till allmän bön i prästgården. De flesta torsdagskvällar höll han bibelförklaringar i byarna. Han agiterade kraftigt för nykterhet och var en flitigt anlitad predikant i Hälsingland. Han införde läsning i bibliska historien i skolundervisningen och bibeln som innanläsningsbok i nattvardsskolan och vid husförhören. Såväl han som hans bror, prosten Sven Norell (1769–1844) i Norrala, var uttalat välvilligt inställda till läseriet, till skillnad från många andra av prästerna i landskapet.
Den kraftiga väckelsen i Norrala uppmärksammades 1837 i den franska tidskriften Les Archives du Christianisme. I en artikel i The Christian Parlor Magazine 1844 beskriver den amerikanske presbyterianen teol. dr Robert Baird den resa han genomfört i Norrland tillsammans med den skotske metodistpastorn George Scott, som då verkade som missionär i Stockholm, och pastor Peter Wieselgren. Syftet med färden var att hålla bibliska möten och nykterhetsmöten. Baird beskriver Norrala socken som en svensk Edens lustgård och skildrar därför den stora sammankomsten i Kungsgården särskilt ingående (här återgivet i översättning):
”Färden förde oss till de trakter som är de mest berömda för sin förekomst av ’läsare’ och deras lyckosamma inflytande. En av dessa är Norrala socken. Denna socken kan med all rätt betecknas som den svenska Edens lustgård. I ingen annan i hela kungadömet finns där ett sådant lyckosamt och så vittutbrett kristet inflytande. Två tredjedelar av befolkningen över sexton års ålder sägs från högst trovärdigt håll visa goda bevis på fromhet.”
Baird kommenterar sedan hur deras fromhet visar sig både i en vårdad och passande klädsel och i deras välvilliga ansiktsuttryck och framhåller den stora skillnaden mellan denna och Enångers socken, som gränsar i norr. Medan den sanna tron hade vidmaktshållits i Norrala både genom statskyrkans präster och genom läsarnas möten, betecknas Enånger som ”en av de mest icke-kristna platserna i Sverige”; där hade prästerna inte tolererat läsarnas verksamhet. Han fortsätter:

”De möten som hölls i Norrala var på flera sätt de mest intressanta bland alla dem som ägde rum under resans gång. Det första hölls på morgonen när vi var på väg upp; det andra hölls på aftonen vid vår återkomst. Det förra bevistades av ett ansenligt antal människor som samlats med mycket kort varsel och som gladde sig över att under en och en halv timme få sig skildrat väckelserna, söndagsskolorna, den inrikes missionen osv. i Amerika. Det senare var ett nykterhetsmöte och hölls på sluttningen av en grön kulle nära samhället. Solen hölls just på att stiga nedför horisonten när mötet begynte och hade sedan länge varit försvunnen innan det avslutades. Där, på samma sten på vilken Gustavus Vasa stått år 1521 och talat till allmogen i denna socken, uppmanade talarna vid detta tillfälle folket att resa sig upp mot en större fiende än den förskräcklige Kristian II och hans mäktiga danskar. Omkring stod omkring femtonhundra personer och lyssnade med andlös uppmärksamhet till herr Wieselgrens och herr Scotts kraftfulla tal. Längst fram stod Norralas allmogekvinnor, var och en med huvudet täckt av en vit näsduk, som formats till en enkel hätta. Högre upp, på kullens sluttning och omedelbart bakom talarna liksom vid var sida om dem och flera rods [en rod var en mätstång som var lite drygt 5 meter lång] bakåt, stod allmogemännen i sina bästa men enkla kläder, medan ett antal personer som inte hade kunnat få en bättre plats hade satt sig på taket till en låg byggnad, som avgränsade den vänstra delen av folkmassan. Genom alla led härskade en djup stillhet. Vid slutet reste sig den vördnadsvärde och mycket ålderstigne kyrkoherden [Sven Norell] och talade till folket med stor inlevelse. De var alla mycket rörda av ljudet av denna välkända och genomträngande röst, som de på grund av hans många krämpor inte hade tillåtits höra de senaste åren. Man frambar böner och sjöng flera vackra psalmer. Svenskarna älskar musik och de sjunger väl; och aldrig hade musik berört mig så djupt som vid detta tillfälle. Medan de vackra tonerna från tenoren steg från den täta mängden av kvinnor som stod nedanför och vilka gjorde en långsam, vaggande rörelse medan de sjöng, rullade basen ner från kullens sida ovanför oss, från den enda ändan av denna levande massa till den andra, liksom ljudet av havets vågor när de slår mot den slingrande kusten. Och det var inte förrän de sista kvardröjande strålarna från den nedåtgående solen nästan helt försvunnit från den västra horisonten som andaktsövningarna kunde avslutas. Vi skyndade sedan till posthuset, intog några förfriskningar och medan vi tog farväl av de vänner som hade följt med oss dit påbörjade vi färden till Söderala, en socken som gränsar till Norrala i söder. Men stor var vår överraskning när vi passerade Gustavus Vasas sten, dit vägen tog oss, och fann en stor samling män och kvinnor som väntade där! De omgav genast vagnen och började sjunga en av sina vackra psalmer, och de vandrade sålunda bredvid vagnen till dess vi kom till nedfärden från sluttningen av en ansenlig höjd. Här stannade vi till dess de hade avslutat sången, och sedan, bland deras ’tack’ och ’farväl’ tog vi farväl av dessa fängslande och fromma människor för, som vi antog, sista gången.”

### Norrala Missionsförsamling i Kungsgården
Efter ytterligare en väckelse i bygden, 1879, bildades vid slutet av detta år Norrala Missionsförsamling. Församlingen, som inledningsvis hade 39 medlemmar, fick som sin förste föreståndare och ordförande predikanten Sven Hansson (1832–1919) i Norralabyn Styvje. Sven Hansson var för övrigt brorson till den i Hälsingland legendariske lekmannapredikanten Jon Svensson (”Himlaprinsen”) i Styvje, och han författade tillsammans med Erik Gustaf Wengelin en uppbyggelseskrift om Himlaprinsen som kom ut i hela tretton upplagor från 1883 till 1935. År 1884 byggdes det nya missionshuset, ”bönhuset”, i Kungsgården. Missionsförsamlingen fortsatte där den söndagsskoleverksamhet som inletts av Per Norin i mars 1856.

#### Kungsgårdens Manskör
År 1943 bildades Kungsgårdens Manskör, en återupplivad version av den kör som startats i Norrala Missionsförsamling under något av 1900-talets första år och som efter att dess andre körledare, verkmästaren Anders Persson i Kungsgården, avlidit 1922 hade kommit att ligga i träda. Yngve Forslin (f. 1922) i Kungsgården startade 1942 sångargruppen ”Fyrbåken” inom missionsförsamlingen, där han var aktiv. Denna sångargrupp blev så grundstommen till Kungsgårdens Manskör, som formellt bildades 1942. Körledare och dirigent var från starten och ännu vid femtioårsjubileet 1993 Yngve Forslin. Denne har sedan 1900-talets mitt varit en framträdande kulturprofil i Norrala, som journalist på flera hälsingetidningar, som krönikör åren 1998–2011 i Söderhamns-Kuriren under signaturen Fyng och som engagerad medlem av det ideella föreningslivet i socknen.

### Norins smedja
Kungsgårdssmedjan, eller ”Norins smedja”, är den enda knip- och spikhammaranläggning i landet som är i drift och fungerande. Smedjan har stått på sin nuvarande plats sedan 1772, dit den flyttades efter att tidigare ha stått 25 alnar längre ner efter Norralaån. Den uppfördes 1758 som den tidigaste vattenhammaren i Hälsingland.
År 1829 antogs den ovannämnde, då tjugotreårige Per Norin (1806–1873) i Kungsgården som sockensmed, vilken hade blivit upplärd av den tidigare sockensmeden Nils Lindberg. Per Norins son Per Norin (II) (1844–1930) fortsatte som smed efter fadern och var verksam ända till sin död vid 86 års ålder. Dennes son Per Norin (III) (1871–1958) tog sedan vid som smed. Man tillverkade och reparerade de redskap som var mest förekommande i jordbruket men bedrev också hovslageri i mindre skala. Nathan Söderblom, sedermera ärkebiskop, var under skolåren ofta på besök i smedjan. Efter den siste Per Norins död övergick smedjan till dennes brorson Sigfrid Norin och stod därefter obrukad och förfallen. Sigfrid Norins änka Ingegerd Norin överlät 1985 smedjan till Norrala hembygdsförening, som initierade en restaurering 1985–1986. Smedjan har sedan dess varit en återkommande hållpunkt i hembygdsföreningens aktiviteter. Per Norins systerson, den ovannämnde journalisten Yngve Forslin i Kungsgården, som gått i dennes lära, har vid de tillfällen smedjan hållits öppen bland annat tillverkat järnkrokar, så kallade ”Norralakrokar”. (Namnet återgår på det gamla öknamnet på Norralaborna som krokar, vilket användes redan på 1600-talet.) Smedjans vattenhjulsdrivna hammarverk består av en större hammare, som användes för sträckning och utarbetande av större järnstycken, och en mindre spikhammare. Smideshärden består av obearbetade stenar och är bevarad i sitt ursprungliga skick. Hammarverket avritades i början av 1900-talet av arkitekten Ferdinand Boberg; en kopia av avritningen finns på Söderhamns museum.

### Hillmans kvarn
År 1802 uppfördes en mjölkvarn vid den nedre forsen i norra delen av Kungsgårdens marker i anslutning till Norralaån. Denna kvarn brann ned 1912 och ersattes av ”Hillmans kvarn”, uppförd 1912–1913 av Per Hillman. Driften av kvarnen med dess fem byggnader övertogs senare av sonen Gunnar Hillman. Kvarnen, som är kulturmärkt, ägs av Norrala hembygdsförening. Den är varsamt renoverad och fungerar fortfarande, alla maskiner finns bevarade och bokföringen är i behåll. Den ger därför en god bild av en kvarnrörelse under 1900-talets första hälft. Dammen är samtida med kvarnen.

### Kungsgårdens Konsumtionsförening
År 2009 stängdes Kungsboden i Kungsgården, ett litet kafé med försäljning av hantverksprodukter och souvenirer vilket varit igång sedan 1999. Dess äldsta föregångare i fastigheten var dock Kungsgårdens Hushållsförening AB, som bildades redan 1867 och som från 1868 drev affär där. Den kom också äga affärer vid kyrkan (i Bro) och i byn Skensta. Aktiebolaget hade sitt huvudsäte i Kungsgården invid landsvägen. Den första butiken där låg i en liten träbyggnad omedelbart intill den nuvarande affärens, som uppfördes först 1886. Den förste föreståndaren var husmannen Mickel Olsson (1821–1899) i Närby, en man med något excentriska affärsmetoder. Han ambulerade som föreståndare och expedit mellan de två affärerna i Kungsgården och Bro, som höll öppet varannan dag.
Hushållsföreningens handelsaktiebolag var framgångsrikt. En notis på Aftonbladets förstasida den 22 september 1867 lyder: ”En lysande affär är Norrala hushållsförenings aktiebolag i Helsingland. Under flere föregående år har den utdelat 500 proc. och i år utdelar den 200 proc. Omsättningen i år har varit 75.000 kr. Affären upprättades under nödåret 1867 för att tillhandahålla blott sina aktieägare lifsmedel, men har sedan ombildats till en affär för allmänheten.” Aktiebolaget söndrades 1908. Lanthandeln i Kungsgården övergick då i andelsform och drevs av den nybildade Kungsgårdens Konsumtionsförening, en förening som under hela sin existens höll sig helt fristående från andra konsumtionsföreningar och från privata intressen och fick med tiden en ålderdomlig prägel. Sortimentet var mycket brett, från cykelreservdelar till leksaker. Att ”gå på föreningen” var i vardagstal synonymt med att handla på Kungsgårdens Konsumtionsförening.
1955 beskrivs Kungsgårdens Konsumtionsförening, som då drevs av föreståndaren Jonas Larsson och dennes hustru Olga, med följande ord:
”Den affär som föreningen nu förfogar över uppfördes dock så tidigt som 1886 och även om en hel del i reparerande syfte företagits under de många åren så är knappast affären i dag vad man brukar säga i tidsenligt skick. Detta på intet sätt sagt som något klander utan endast för att ge en bild av hela företagets och affärens ålderdomliga prägel. Hela butiksväggen mot landsvägen är fortfarande halvt övertäckt av emaljerade reklamskyltar för margarin, kaffe och allsköns varusorter och inomhus går mycket också i samma stil. På krokar i det pärlspontade taket hänger fortfarande sportmössor och allehanda varor av inte matnyttig karaktär och de fullbelagda hyllor och lådor som dominerar inredningen är säkerligen också av ganska ålderdomligt dato. I den rätt ålderdomliga miljön finns dock såväl modern kyldisk som frysbox som liksom talar om ett naturnödvändigt samarbete mellan gammalt och nytt.” 
I artikeln ”Gammal Norrala-affär har fått ny gestalt” i Söderhamns Tidning 1957 8/11 berättas om den omfattande renovering av Kungsgårdens Konsumtionsförening som då fullbordats, och om föreningens historia. I exteriören hade entrédörren flyttats till mitten av byggnaden och tre mindre skyltfönster hade ersatts av två stora. Inuti affärslokalen hade bland annat expedieringen anpassats till bakom-disken-personalens praktiska behov. ”Affären bjuder i övrigt på alla moderniteter, såsom kyldisk och frysbox, och de olika avdelningarna såsom manufaktur, husgeråd, charkuteri och speceri är väldisponerade och överskådliga.”
Handelsverksamheten bedrevs till och med den 31 juli 1964. Samma år beslöts att föreningen skulle träda i likvidation från den 17 augusti samma år, eftersom också denna affär blivit vad man kallade ”offer för butiksdöden”. Fastigheten kom senare att renoveras och togs som nämnts ovan åter i bruk sommaren 1999, då som Kungsboden. Butiken var under sin tid en given mötesplats i den årligt återkommande Kungsgårdsveckan.

### Kungsgårdens Jästpulverfabrik
Georg Stjärnbrink, som föddes i gästgivargården i Kungsgården 1897 och som avled 1953, startade omkring 1920 på fädernehemmanet Kungsgårdens Kemiska Laboratorium, ett företag som senare fick namnet Kungsgårdens Tekniska fabrik. Den lilla fabriken drevs under några år, med honom själv som ende ägare och ende fast anställde. Där bedrev han i liten skala manuell tillverkning av en rad produkter, som fruktsalt, tvättmedel, remvax och sårsalva. Den mest kända och lönsamma av dessa var Kungsgårdens Jästmjöl. Efter att en gång ha blivit utvisad från Stockholms slott när han försökte sälja detta bakpulver tog han sig in via en bakdörr på slottet. Med god och enträgen övertalning lyckades han få hushållerskan på slottet, Elisabeth Wickström, att skriva ut ett intyg som gjorde honom till kunglig hovleverantör av Kungsgårdens Jästmjöl. Georg Stjärnbrink kom senare att successivt avveckla tillverkningen i fabriken i Kungsgården och han flyttade in till Söderhamn, där han redan på 1930-talet startat två affärer.

### Kungsgårdens Gästgifveri
De nuvarande man- och ekonomibyggnaderna ligger på den plats där periodvis gästgiverirörelse bedrivits på 1600- och 1700-talen. Från 1999 och ett tiotal år framåt drevs där Kungsgårdens Gästgifveri, en Rum & Frukost-rörelse (Bed & Breakfast) på lantgård av Iréne Enström (född Persson) och hennes make Thomas Enström. Iréne härstammar i fjortonde led från Jakob Sigfridsson, som erhöll Norrala kungsgård som vederlag av kronan för 440 år sedan: Iréne Enström (f. 1954) < Elis Persson (1917–1994) < Petrus Persson (1884–1973) < Eudora Forssell (f. 1859) < Katarina Andrietta Norell (1816–1884) < Hans Norell (1771–1823) < Hans Larsson Norell (1734–1798) < Lars Hansson (1713–1775) < Brita Larsdotter (168]–1729) < Lars Jakobsson (ca 1667–1697) < Jakob Jakobsson (d. före 1680) < Jakob Olsson (d. 1660) < N.N. Jakobsdotter < Jakob Sigfridsson.

### Kulturstigen i Kungsgården
Norrala hembygdsförening har skapat en så kallad kulturstig, som går längs de viktigare byggnaderna och lämningarna från olika sekler invid Norralaån. Kulturstigen utgår från Vasamonumentet och slutar vid Hillmans kvarn. I turens tjugotalet stationer med informationstexter ingår följande: ett åttkantigt spruthus från 1893 med en manuellt hanterad brandspruta, som var avsedd att fraktas runt på hästdragna kärror, och inuti en bildutställning med fotografier från Kungsgården; Norins smedja; lämningarna efter en vattendriven såg, som omnämns redan 1723; Kungsholmen, en liten holme i ån strax nedanför landsvägsbron på vilken missionsförsamlingen en tid anordnade gudstjänster; lämningar efter flera vattenhjulsdrivna linskäktar från 1700-talet; lämningar av ett garveri invid Norralaåns norra sida; Laurins smedja, som uppfördes omkring 1888 av smeden Carl Johan Laurin; snickerifabriken från 1905; Kungsgårdens tullmjölskvarn från 1700-talets slut, nedbrunnen år 1900; skvaltkvarnar från 1600-talet och framåt; ett vattendrivet tröskverk som brann ned 1892; borrhuset; borrhustullkvarnen, som anlades vid 1800-talets mitt; Hillmans kvarn med stall; Hillmans smedja, en kulturhistoriskt och teknikhistoriskt värdefull byggnad med interiör från 1900-talets början; kraftstationer från 1900-talets första år; den del av strömfåran som på 1870-talet användes för timmerflottning; Larssons Bageri från omkring 1875 med bevarade redskap; en såghyvel, som brann ner i den stora branden 1892 och vars vatten användes av ett badhusbolag; Kungsgårdens Konsumtionsförening (”Kungsboden”) från 1868.

### Kungsgårdsveckan
Vid Vasamonumentet hålls sedan 1995 i juli invigningen på Kungsgårdsveckan, en vecka med kulturhistoriska aktiviteter arrangerade av en rad föreningar i Norrala. Namnet till trots är inte aktiviteterna begränsade till Kungsgården. Programmet för 2011 bestod av invigning med föredrag och musik; smide vid Kungsgårdens smedja; kvarnkafé vid Hillmans kvarn; sommarkväll i Norrala kyrka; bagarkafé vid f.d. Larssons bageri; öppet hus i Bystugan i Kungsgården med olika aktiviteter; utflykt till det gamla, nu pittoreska fiskeläget Skärså vid Norralakusten, samt avslutning med bygdefest på bygdegården Altorp. Den drivande kraften bakom Kungsgårdsveckan har sedan starten varit Ingegerd Hansson (f. 1932) i Kungsgården; hon har i många årtionden varit en ledande profil i Norrala Hembygdsförening liksom i andra ideella sammanhang i Norrala.

## Galleri

Flygfoto 1936 med Kungsgården till vänster och med den förhistoriska kustlandsvägen Norrstigen som korsar Norraladalen
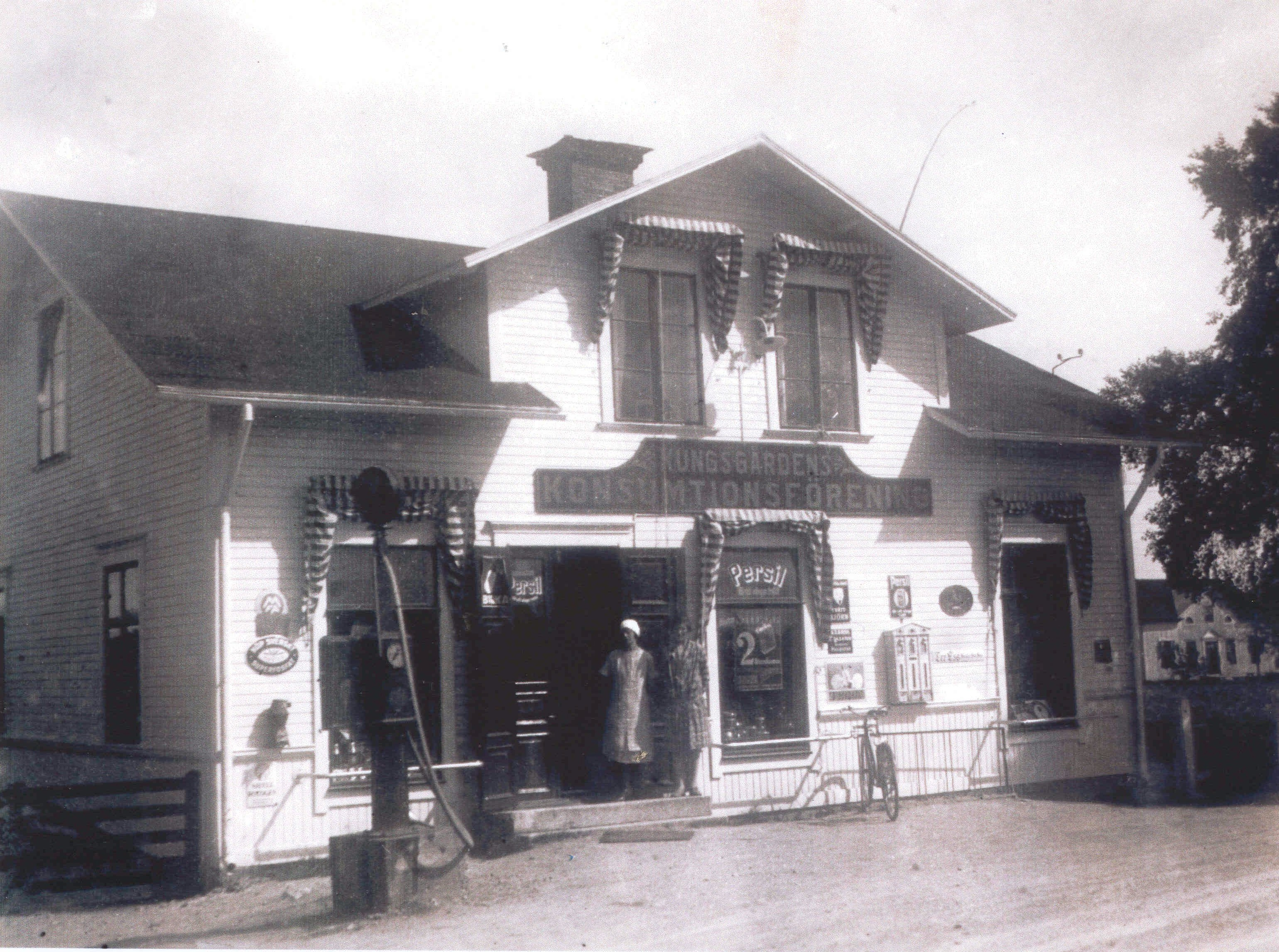
Kungsgårdens Konsumtionsförening, ca 1930
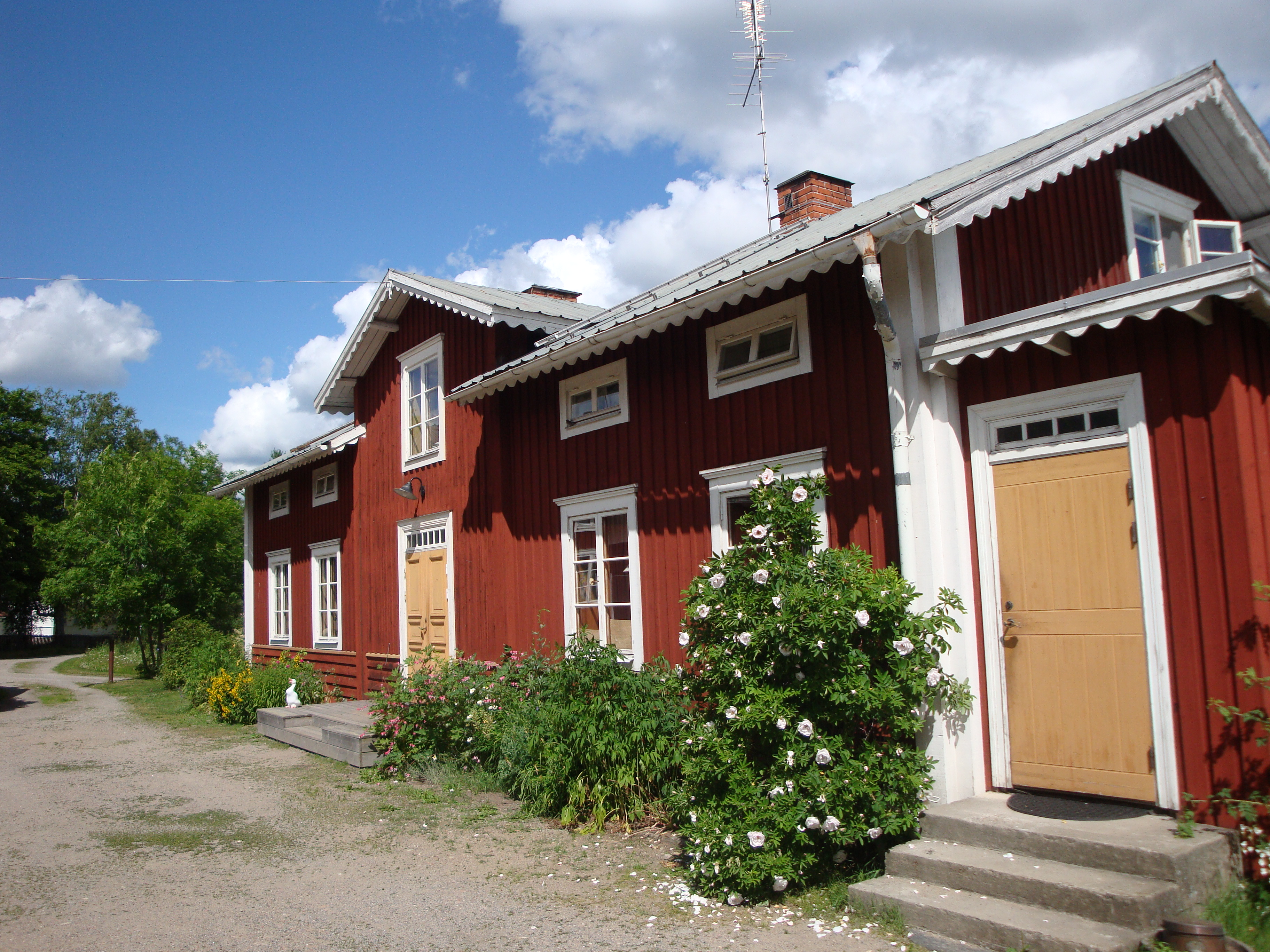
Kungsgårdens Gästgifveri, mangårdsbyggnaden
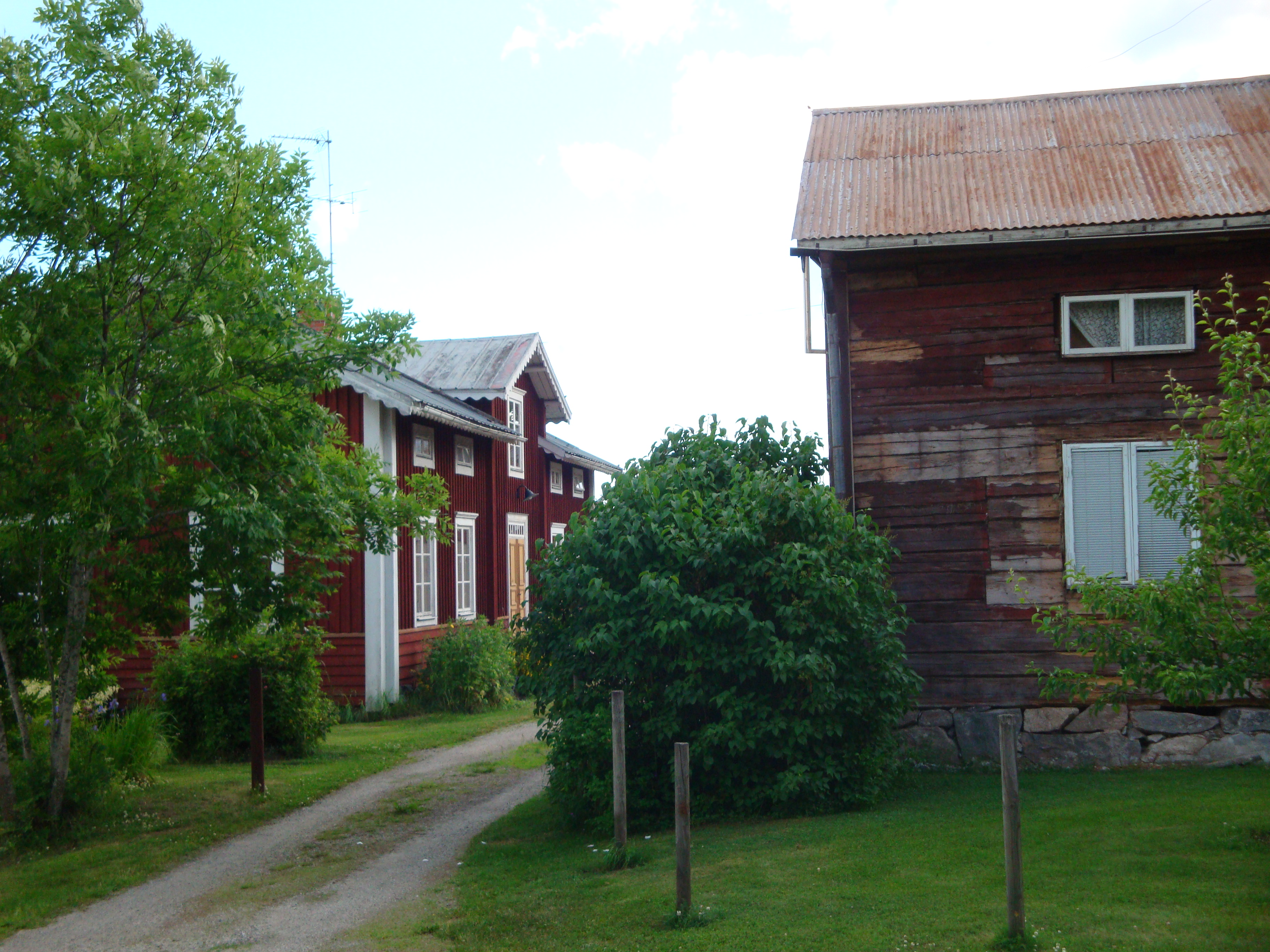
Kungsgårdens Gästgifveri från väster sett
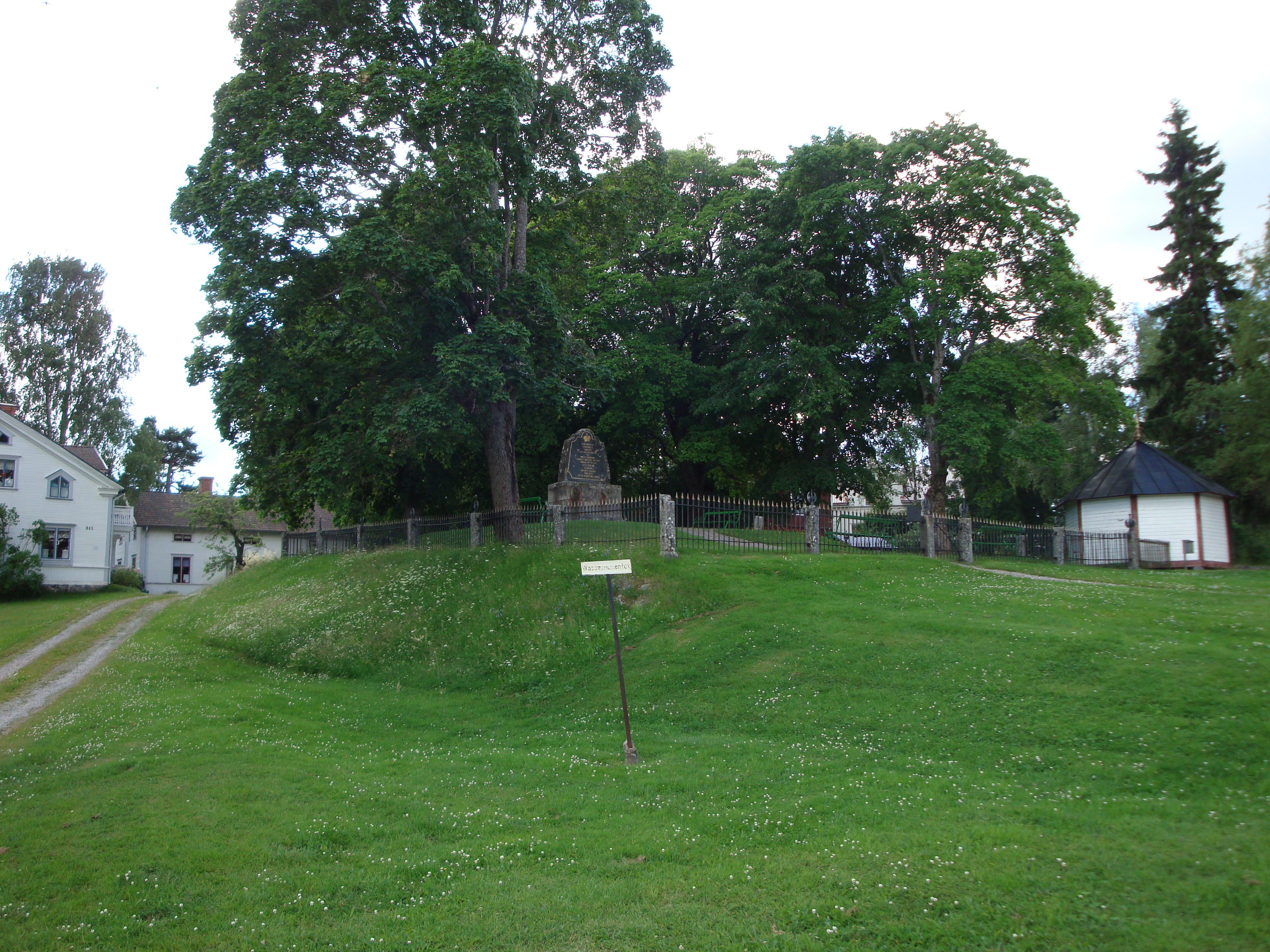
Kungsgårdshögen med Vasamonumentet och spruthuset
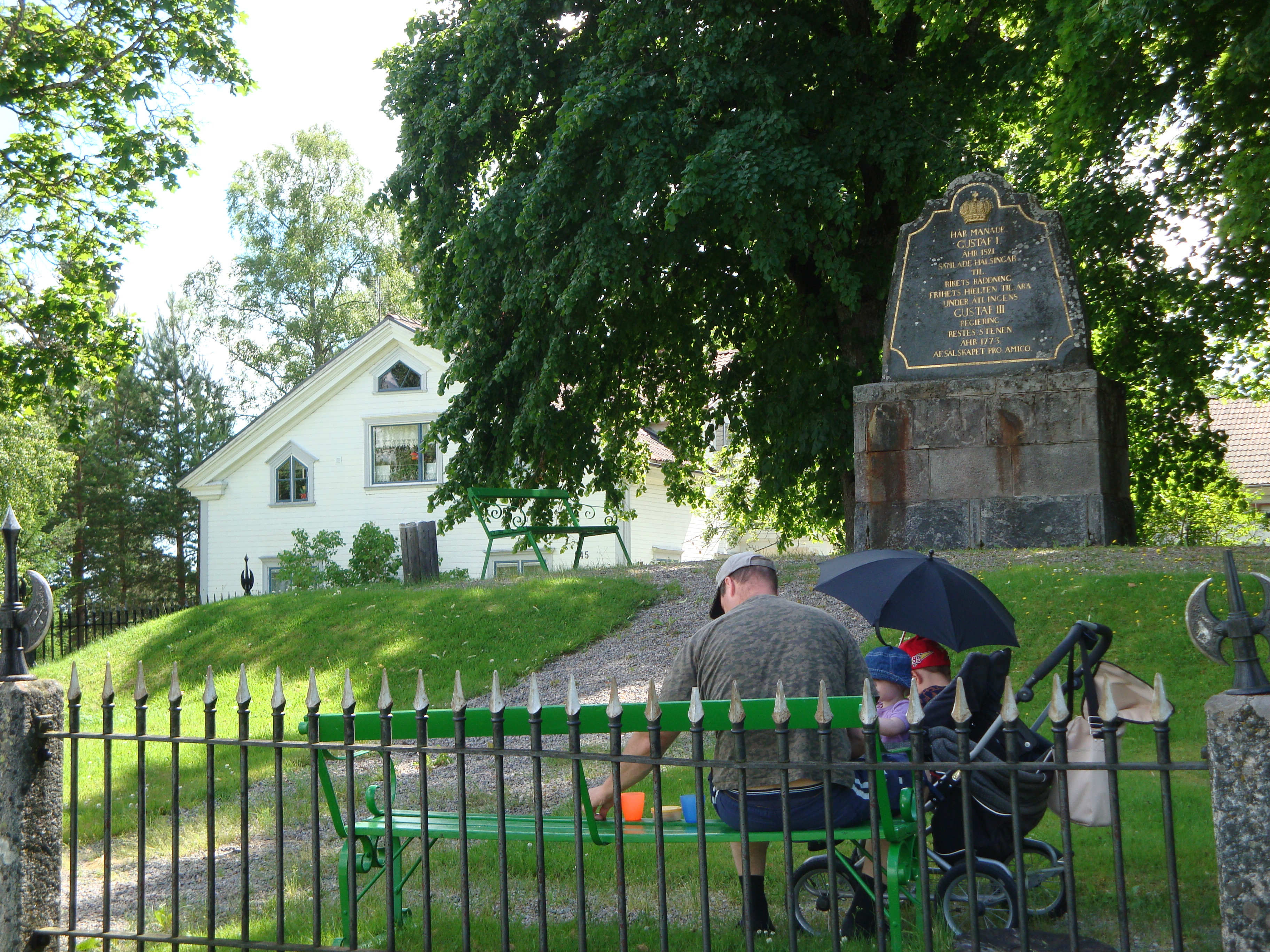
Vasamonumentet
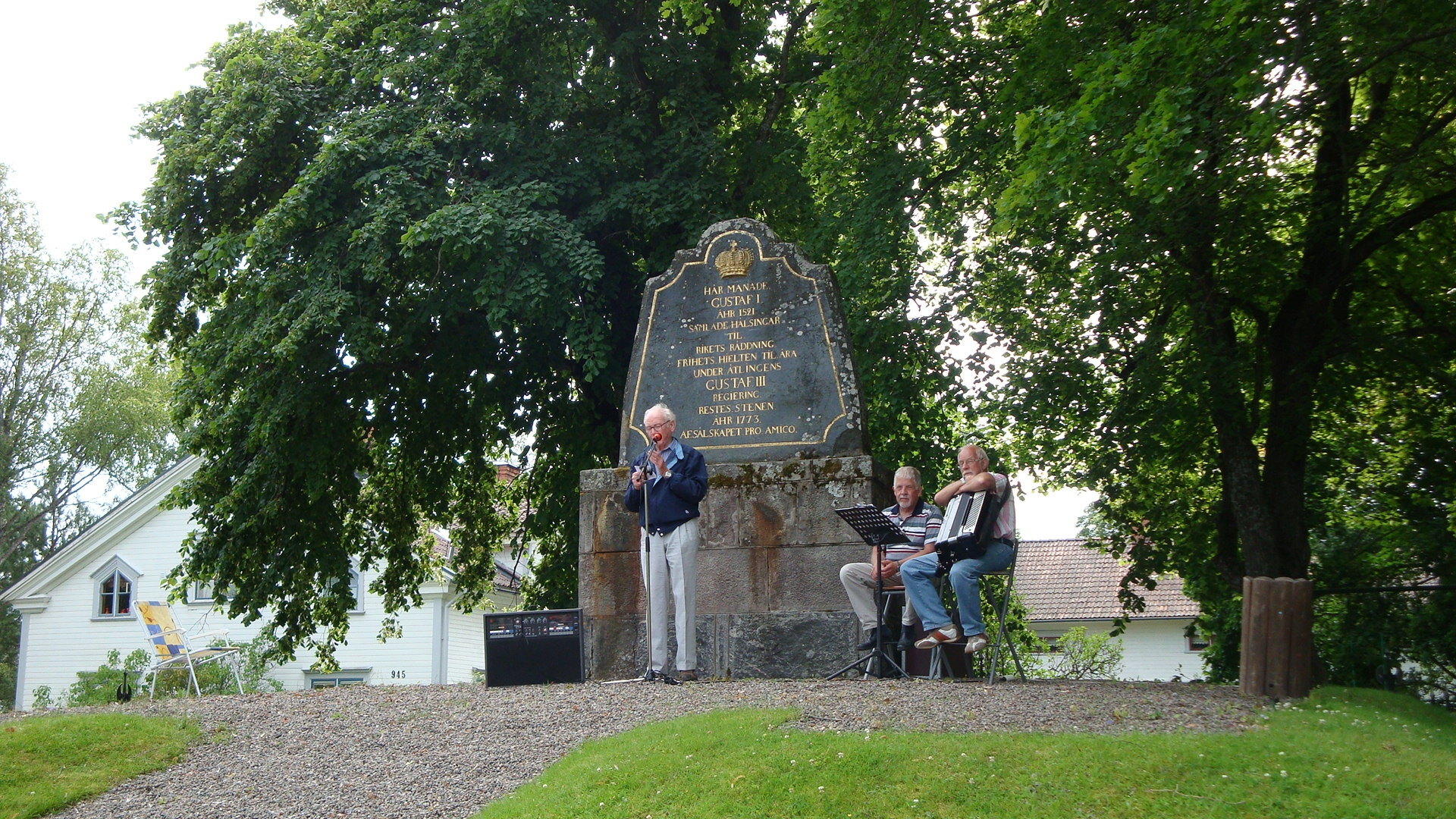
Invigning av Kungsgårdsveckan 2008
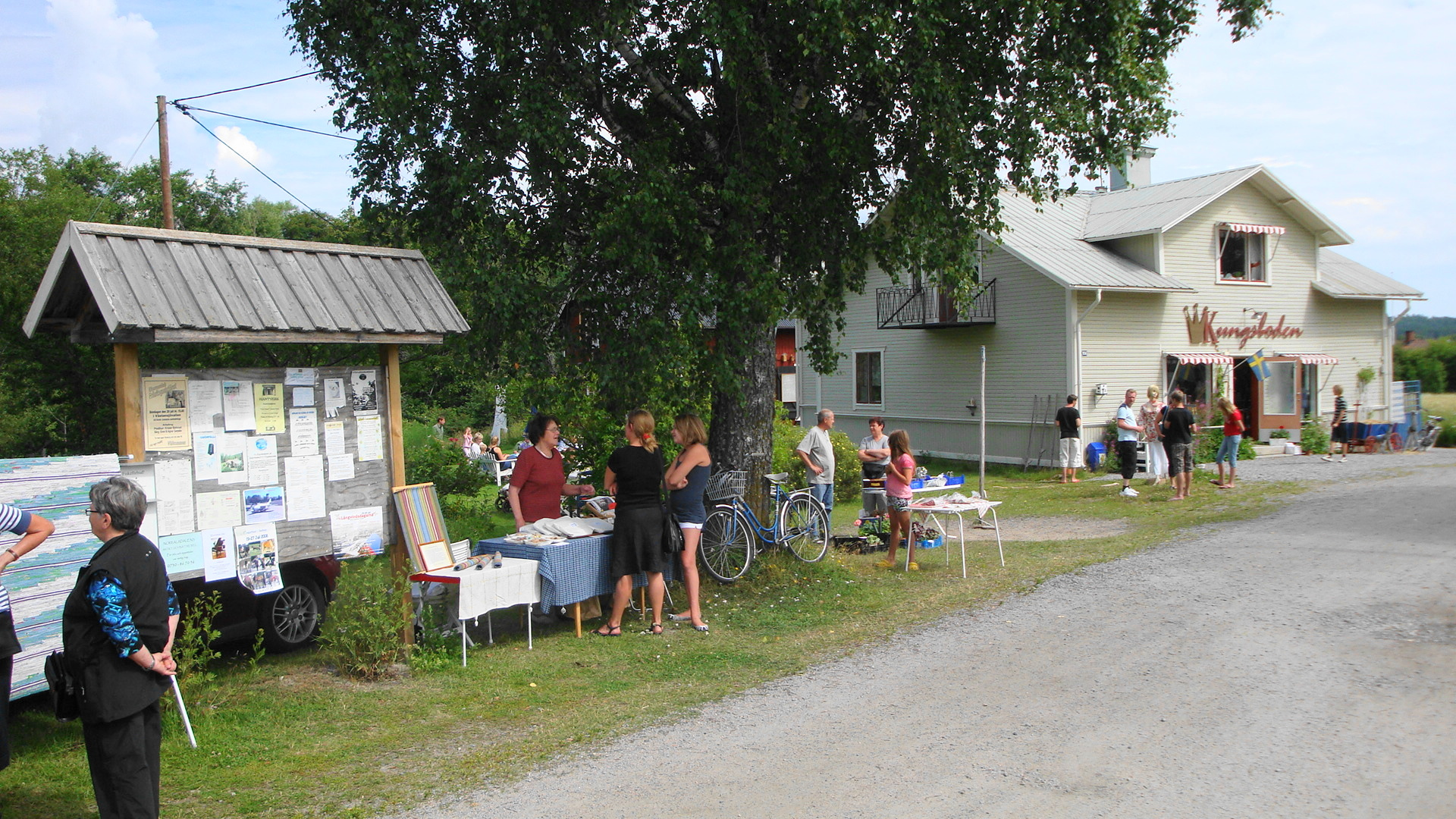
Vid f.d. Kungsgårdens Konsumtionsförening
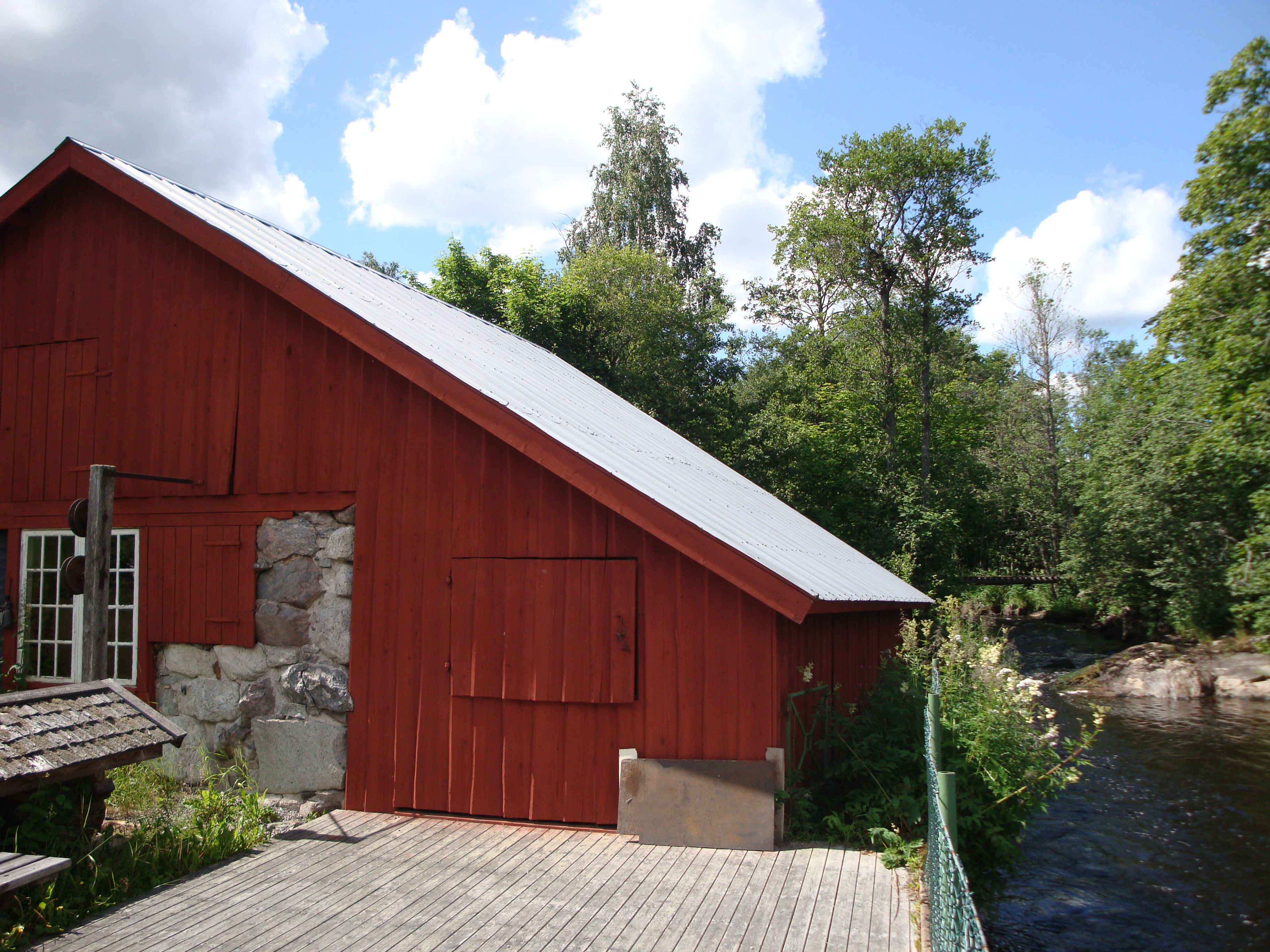
Norins smedja
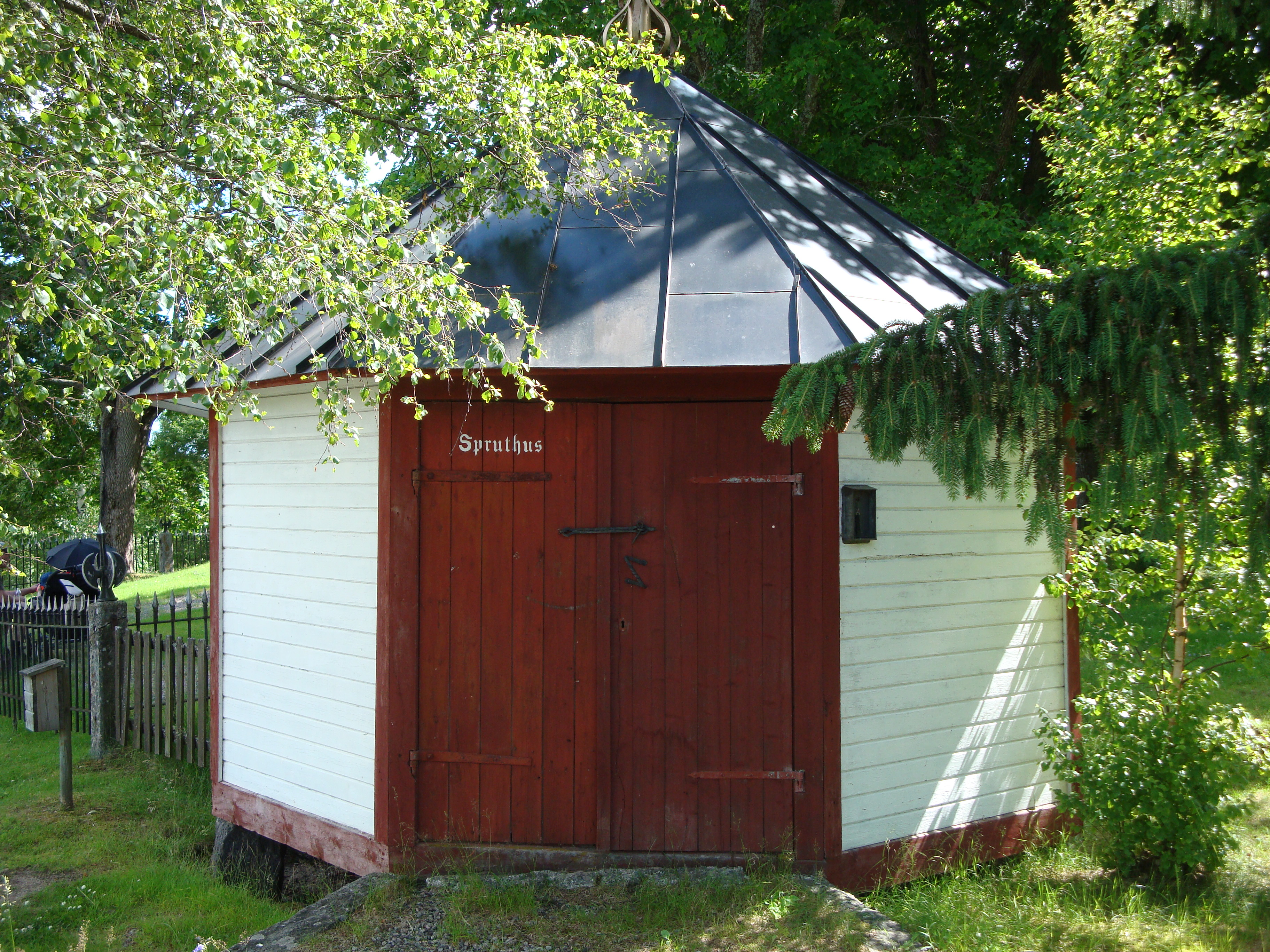
Det åttkantiga spruthuset
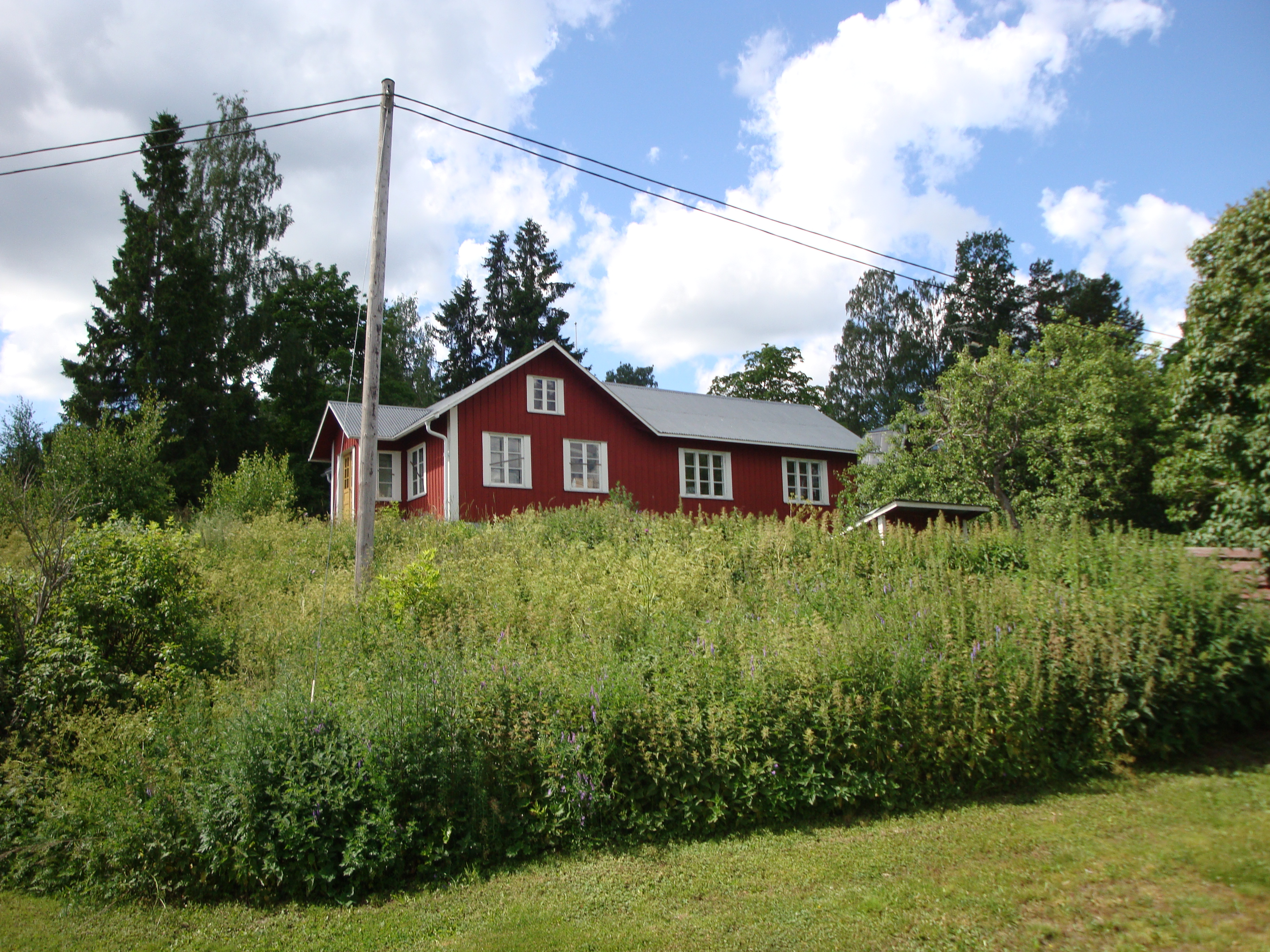
F.d. Kungsgårdens Tekniska fabrik
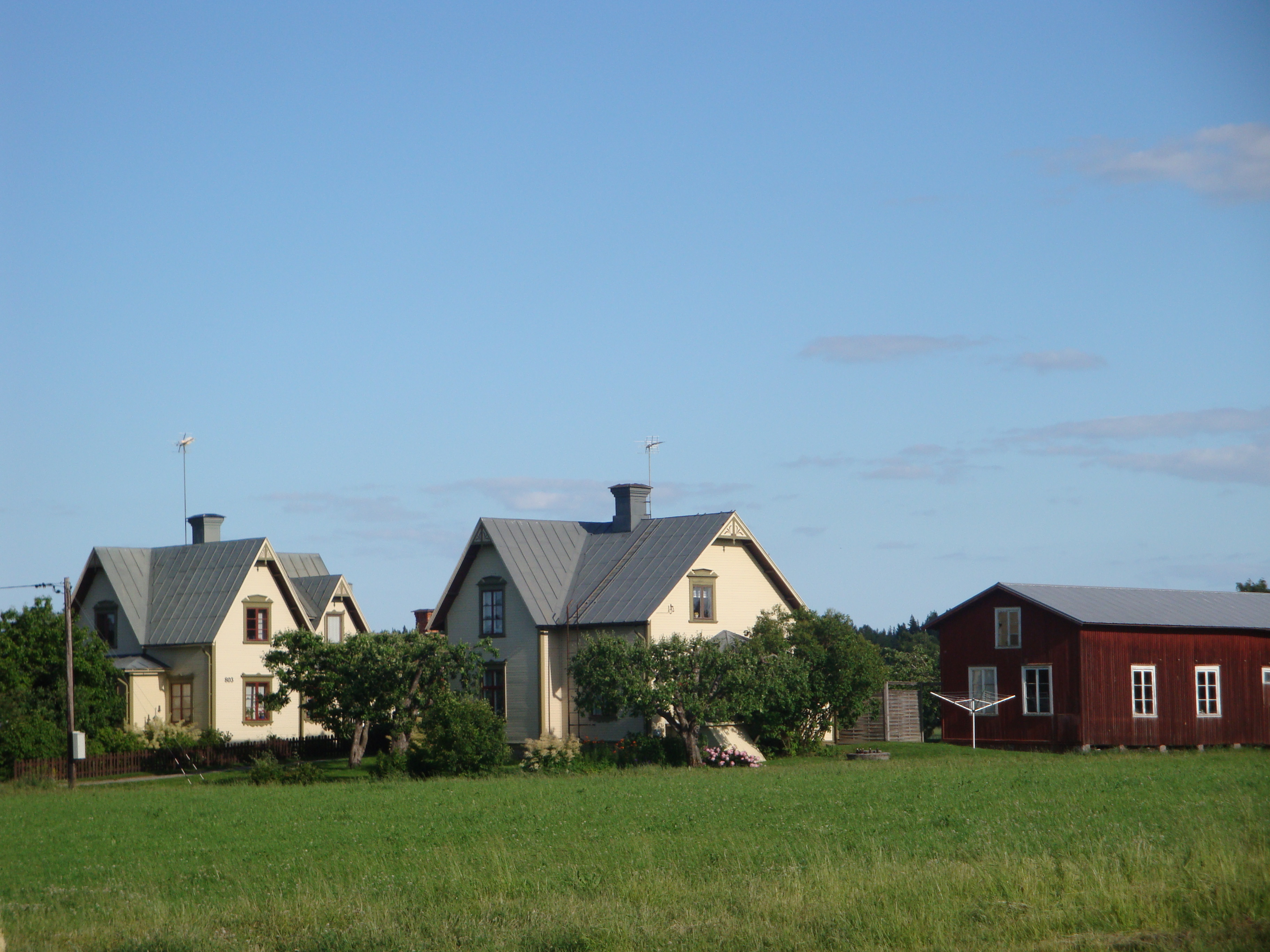
Tvillinggårdarna Brortorp